# Тотти, Франческо
Франче́ско То́тти (итал. Francesco Totti; итальянское произношение: [franˈtʃesko ˈtɔtti]; 27 сентября 1976, Рим) — итальянский футболист, выступавший на позиции атакующего полузащитника и нападающего. Бывший капитан клуба «Рома», цвета которого защищал всю карьеру, с 1992 по 2017 год. Также являлся игроком национальной сборной Италии. Считается одним из лучших итальянских футболистов в истории. Является послом ЮНИСЕФ. Имеет собственную статую в музее мадам Тюссо.
На клубном уровне выиграл один чемпионский титул Серии А, а также по два Кубка и Суперкубка Италии. Входит в тройку игроков по числу матчей и занимает второе место по числу голов в чемпионате Италии. Занимает первое место по числу голов за один клуб в Серии А. Тотти стал первым игроком, который забивал в 23 сезонах итальянского чемпионата подряд. В составе сборной Италии стал чемпионом мира 2006 года и вице-чемпионом Европы 2000 года, также играл на чемпионате мира 2002 и чемпионате Европы 2004 года. В составе молодёжной сборной Италии стал чемпионом Европы 1996 года.
Тотти пять раз был признан лучшим итальянским футболистом года, дважды — лучшим футболистом года в Серии А и один раз — лучшим молодым футболистом года в Италии. В сезоне 2006/07 стал лучшим бомбардиром Серии А, а также выиграл «Золотую бутсу». В 2010 году стал обладателем награды «Золотой след». В 2004 году вошёл в список 125 лучших футболистов мира, составленный бразильским футболистом Пеле. В 2011 году МФФИИС признал Франческо Тотти самым популярным футболистом в Европе. В 2015 году журнал France Football назвал его одним из десяти лучших футболистов в мире среди игроков старше 36 лет. В 2017 году завершил футбольную карьеру.
Несмотря на голевые и игровые достижения, карьера Тотти изобиловала множеством неоднозначных поступков. После выигрыша чемпионата мира он отказался выступать за сборную Италии, что вызвало разочарование на родине. По мнению Георгия Кудинова, корреспондента «Спорт-Экспресс», Ческо — это «классический типаж с Апеннинского полуострова. Избалованный уже самим фактом рождения в Вечном городе и обласканный славой с детских лет». По мнению Мауро Сарате причиной отрицательной славы Франческо является чрезмерное внимание СМИ.

## Биография
Франческо Тотти родился 27 сентября 1976 года в римском районе Аппион Латино, в клинике Фабиа Матер, в окрестностях Порта Метрониа. Отец — Лоренцо, работник банка «Медеокредито», мать — Фьорелла, домохозяйка. Его родители, обручившись в 12 лет, поженились в 21 год. Помимо Франческо, у семьи Тотти был и второй сын — Рикардо. В футбол Тотти начал играть с 9-месячного возраста, несколько раз он даже спал с мячом.

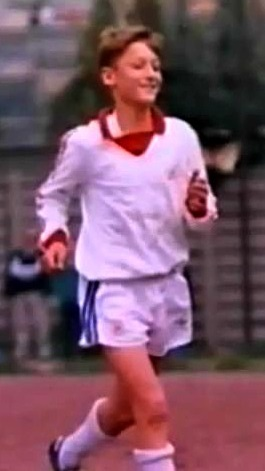
Тотти в сезоне 1988/1989 в составе «Лодиджани»

Однажды на пляже Торвайанака отец четырёхлетнего Франческо попросил местных ребят, чтобы они сыграли с его сыном, однако получил отказ из-за возраста Тотти, которому футбол с более старшими ребятами мог повредить. Однако отец настаивал, и Франческо вошёл в игру, где быстро забил 2 гола. Вскоре он стал постоянно играть в футбол на пляже, выступая лучше взрослых мужчин. Вместе с ним играл Стефано Кайра, игрок клуба «Фортитудо», который уговорил маму Тотти, чтобы сын посещал занятия команды. Одновременно с этим Ческо занимался плаванием, тренируясь в клубе «Лацио Нуото».
С 1983 года Тотти начал тренироваться в клубе «Фортитудо» под руководством тренера Армандо Трилло. Эту команду Ческо выбрал благодаря тому, что «Фортитудо» располагалась в районе, где проживала семья Тотти. Через год он вместе с Рикардо и мамой пришёл на просмотр в клуб «Смит Трастевере». Спортивный директор «Трастевере» Сантино Фортино принял решение взять в команду Рикардо, но, чтобы не огорчать его маму, также принял в клуб и Франческо, бывшего на 2 года младше прочих игроков: «Он был действительно совсем маленьким, худеньким, испуганным и робким, с опущенной головой». На первой же тренировке Ческо забил гол, приняв мяч грудью и, не опуская на поле, отправив его в сетку. Вскоре Тотти стал одним из основных игроков «Смит Трастевере». В этой же команде у молодого футболиста появились «странности», в частности, в отличие от прочих игроков, он всегда оставался на своей позиции на поле. В один из дней «Трастевере» играл с клубом «Рома», тренеры которого сказали, что несмотря на талант, Тотти больше не подрастёт.
В те же годы Франческо познакомился с Иоанном Павлом II:
Когда я был ещё школьником, мы ходили на встречу с Папой. И, когда встреча уже закончилась, Папа вдруг подошёл именно ко мне, положил ладонь мне на лоб и поцеловал. Это был знак судьбы! Я до сих пор помню, что в тот момент почувствовал, как мне передалась его громадная энергия. За это я ему всегда буду бесконечно благодарен.
В 1986 году Тотти перешёл в клуб «Лодиджани», куда он попал благодаря протекции Фортино, даже не взявшего денег за трансфер. В «Лодиджани» Ческо тренировался под руководством тренеров Фернандо Маэстропьетро и Эмидьо Нерони. У них Тотти играл в атаке клуба, уже показывая высокий уровень игры. В 89-м наступил «момент истины» и время сделать следующий шаг. «Милан» предлагал Франческо 100 млн лир, а «Лодиджани» имел договоренность с «Лацио», однако мальчик и его семья — «романисти» в нескольких поколениях — воспротивились и отказали «россонери» и «бьянкочелести», Ческо перешёл в «Рому».
С 13 лет Тотти начал выступать за «джалоросси». В 1993 году под руководством тренера Лучано Спинози он выиграл своё первое «скудетто», победив в чемпионате Италии своего возраста, а на следующий год выиграл Кубок Италии. В 1992 году главный тренер «Ромы» Вуядин Бошков пригласил Тотти тренироваться с основным составом команды. Этим Ческо обязан защитнику римлян Синише Михайловичу, который попросил Бошкова взять молодого футболиста в основной состав. В возрасте 16-ти лет, 28 марта 1993 года, Тотти дебютировал в Серии А, выйдя за несколько минут до конца гостевого матча с клубом «Брешиа», завершившегося победой «Ромы» 2:0. В этой игре Михайлович вновь помог Тотти, попросив Бошкова выпустить его на поле.
Я был уверен, что на замену выпустят Муцци, но после того, как Вуядин сказал, чтобы я готовился выйти на поле, мое сердце забилось от радости! Вы даже не представляете, какой это был волнующий для меня момент!
Спустя много лет Тотти пообещал участвовать в прощальном матче Синиши Михайловича, однако обещание не сдержал.
Одновременно с футбольной карьерой Тотти усердно учился. Он окончил школу с золотой медалью, но затем забросил образование, целиком посвятив себя футболу.

### Клубная карьера
16 декабря 1993 года Тотти впервые вышел в стартовом составе «Ромы» в матче Кубка Италии с «Сампдорией»; та игра завершилась в пользу «Ромы». После победы «Сампдории» в ответной игре было назначено дополнительное время, а затем серия пенальти, в которой «Рома» проиграла. В следующий раз Тотти вышел на поле 27 февраля 1994 года, вновь в матче с «Сампдорией», на этот раз в чемпионате страны; в этой игре «джалоросси» потерпели поражение 0:1. Всего в сезоне Тотти вышел на поле 8 раз, во многом благодаря Карло Маццоне, который по совету своего помощника Леонардо Меникини постепенно вводил молодого футболиста в состав команды. Маццоне, ставший для игрока вторым отцом и защищавший его от критики прессы, также дал Франческо «мешок человеческих и футбольных советов».
21 августа 1994 года Тотти забил свой первый гол за «Рому», поразив ворота «Валенсии» в товарищеской игре. 4 сентября 1994 года Тотти забил свой первый мяч в Серии А, поразив ворота «Фоджи» и принеся своей команде ничью: «Я даже не увидел гол по телевидению. Помню, что очень устал, был голоден, поэтому вместо просмотра репортажа о нашем матче пошёл с братом купить мороженое». В том сезоне, несмотря на конкуренцию со стороны Абеля Бальбо и Даниэля Фонсеки, Тотти вышел на поле 21 раз и забил 4 гола, опередив по этим показателям партнёров по команде, Роберто Муцци и Марко Бранку.
Я надеюсь остаться здесь навсегда. Я играю в «Роме», моей команде, живу в моём городе. У меня есть всё то, что я смог бы желать.
Я хочу быть романистом во всей своей жизни.
В 1996 году в «Рому» пришёл новый главный тренер — Карлос Бьянки, и для Тотти наступил трудный период: он мало выходил на поле и был близок к переходу в «Сампдорию» или «Аякс», который мог обменять его на Яри Литманена. Несмотря на недостаток игрового времени, Тотти изредка демонстрировал хороший уровень игры. Так, 15 октября он забил гол и ассистировал партнёру в матче с «Миланом», в котором «джалоросси» впервые за 11 лет выиграли у «россонери», обыграв их со счётом 3:0. После турнира в Риме зимой 1997 года, в котором «Рома» играла против «Боруссии» Мёнхенгладбах и «Аякса», в матче с которым 9 февраля Тотти забил 2 гола, Бьянки изменил желанию продать Франческо. И футболист остался в команде. 24 марта 1997 года Тотти был удалён с поля в матче с «Болоньей», получив 2 жёлтые карточки за 4 минуты.

#### 1997/1998

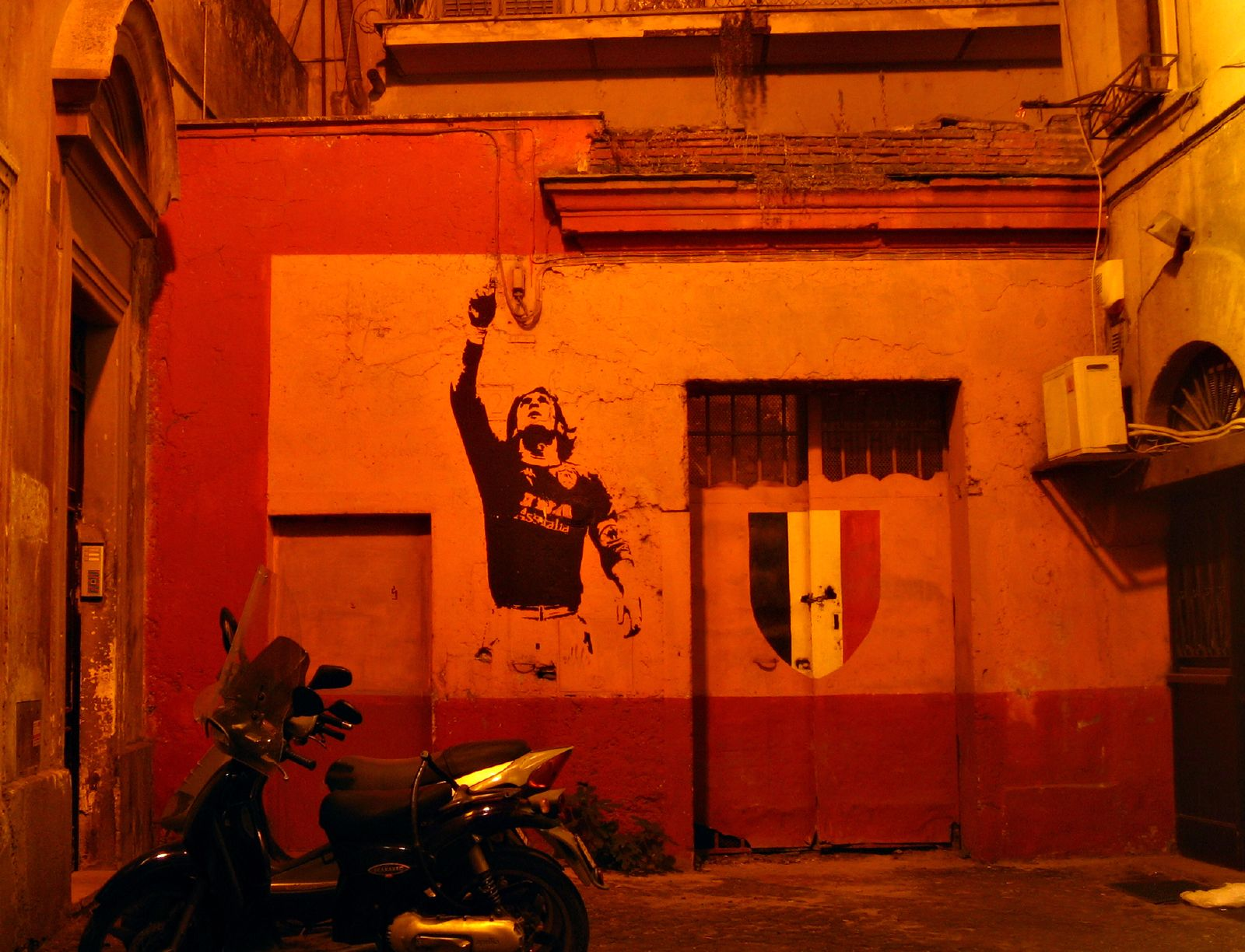
Картина на стене дома по случаю завоевания «Ромой» скудетто

Сезон 1997/1998 начался для Тотти удачно: 11 ноября 1997 года он забил два гола в ворота «Бари» и за свои действия получил самую высокую оценку среди всех игроков 8-го тура чемпионата Италии. Но, несмотря на хорошее начало, значительную часть сезона Тотти пропустил из-за травмы. После того, как Ческо вылечился, он вышел на поле и забил гол, который принёс его клубу крупную победу над «Фиорентиной» со счётом 4:1. 30 марта 1998 года Тотти принёс своему клубу ничью с «Пармой», забив гол и сделав голевую передачу. 28 апреля Тотти забил 2 гола в ворота «Удинезе», но они не спасли его клуб от поражения со счётом 2:4. 18 мая Тотти забил победный гол в ворота «Сампдории»; после этой игры главный тренер «Сампы» Вуядин Бошков был уволен. Всего в Серии А 1997/1998 Тотти забил 13 голов, заняв 12-е место по этому показателю. По окончании сезона Франческо получил титул лучшего футболиста Италии по версии газеты Guerin Sportivo.

#### 1998/1999
В следующем сезоне в клуб был назначен новый тренер Зденек Земан, который изменил схему игры на 4-3-3. Несмотря на серьёзную конкуренцию в атаке «Ромы», только Тотти имел твёрдое место в стартовом составе команды. В первом же туре чемпионата Франческо забил гол, принеся своей команде победу в матче с «Салернитаной». 19 октября Тотти забил победный гол на 90-й минуте встречи в ворота «Фиорентины», занимавшей перед матчем первое место в Серии А. 31 октября Алдаир отдал Тотти повязку капитана команды, и через 3 дня Ческо сделал первый в сезоне дубль, дважды забив в ворота «Удинезе». 1 декабря Тотти забил гол, который принёс его клубу ничью с принципиальным соперником — «Лацио» (3:3). Через десять дней Франческо вновь спас клуб от поражения, забив на 90-й минуте в ворота «Цюриха» в 1/8 Кубка УЕФА. В середине сезона у Тотти случился спад — он демонстрировал невысокий уровень игры и несколько месяцев не забивал. Лишь к весне Франческо вновь набрал хорошую форму: с его голевого паса был забит гол, принёсший победу «Роме» над «Миланом». 11 апреля Франческо отметился празднованием гола в матче с «Лацио», когда, забив мяч на 90 минуте, он сорвал футболку и показал надпись на майке, одетой поверх клубной: Vi ho purgato ancora («Я снова заставил вас страдать»). По итогам сезона Тотти получил приз лучшему молодому игроку в Италии. Клуб занял в чемпионате 5-е место.

#### 1999/2000
Летом, после поражения в Кубке Италии от «Аталанты», Земан был уволен, а «Рому» возглавил Фабио Капелло. Сезон 1999/2000 Тотти начал с гола с пенальти в ворота «Пьяченцы»; этот мяч стал первым среди всех матчей стартовавшего чемпионата Италии. А в третьем туре Франческо сделал 3 голевые передачи, принёсшие его клубу победу над «Венецией». В пятом туре, в игре с «Фиорентиной», Тотти вновь стал главным героем встречи: он поучаствовал во всех трёх голах своей команды, а затем был удалён после драки с Йоргом Хайнрихом. 17 января Тотти забил два гола в ворота «Лечче», причём первый из них стал одним из самых быстрых в первенстве — Франческо забил его на первой минуте встречи. 24 января Тотти в очередной раз забил гол и сделал голевую передачу, благодаря чему его клуб победил «Пьяченцу» со счётом 2:1. Всего за чемпионат Франческо забил 7 голов и сделал 4 голевые передачи; клуб занял в чемпионате 6-е место. По итогам сезона Тотти был признан лучшим футболистом страны.

#### 2000/2001
Перед сезоном 2000/01 «Рома» купила у «Фиорентины» Габриэля Батистуту, который вместе с Марко Дельвеккьо и Тотти составил треугольник атаки римлян. Франческо забил в сезоне несколько важных мячей: в частности, сделал «дубль» на «Сан-Сиро» в матче с «Миланом». В том сезоне «Рома», победив «Парму» в последнем туре со счётом 3:1 (первый гол забил Тотти), завоевала скудетто. В честь победы Франческо вытатуировал на правом плече гладиатора. 19 августа 2001 года Тотти выиграл Суперкубок Италии: «Рома» обыграла «Фиорентину» со счётом 3:0, а третий гол забил Тотти. Всего за сезон футболист забил 16 голов в 35 проведённых матчах. Позже Ческо назвал этот сезон лучшим в своей карьере, сказав, что «сбылась его мечта».
В середине того же сезона Ческо продлил контракт с клубом на 4 года, став одним из самых высокооплачиваемых футболистов мира.
По итогам года Ческо был признан лучшим итальянским футболистом в чемпионате, а также являлся одним из главных претендентов на «Золотой мяч», но занял в опросе лишь 5-е место, уступив победителю, Майклу Оуэну, 119 баллов. В опросе на лучшего игрока мира по версии ФИФА Ческо занял 10-е место.

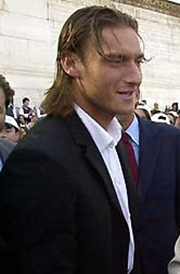
Тотти в 2002 году

#### 2001/2002
Старт следующего сезона вышел для Ческо скомканным: у него начались боли в спине, и он был вынужден пропустить несколько игр. 11 сентября Франческо забил свой первый гол в сезоне, реализовав пенальти в игре против мадридского «Реала» в Лиге чемпионов. 23 сентября Тотти забил свой первый гол в чемпионате, поразив ворота «Фиорентины». В октябре Франческо ещё дважды получал травмы.
После 7-го тура Тотти, который был переведён главным тренером команды, Фабио Капелло, на позицию форварда, сказал, что ему больше нравится действовать «под нападающими». Капелло резко ответил, чтобы футболист не лез в его дела. Несмотря на эти слова, в следующей игре «Ромы» (с «Лечче») Капелло поставил Тотти на позицию атакующего полузащитника. В этом матче Ческо забил 2 гола и попал в перекладину. 16 декабря Тотти забил единственный гол в игре с «Миланом», вновь играя на позиции форварда; это поражение стало первым для «россонери» при новом главном тренере команды, Карло Анчелотти.
В том же сезоне Тотти был участником драки во время матча Лиги чемпионов с турецким «Галатасараем», за что получил дисквалификацию на два матча. Всего в сезоне Тотти сыграл 36 матчей и забил 12 голов. «Рома» заняла второе место в чемпионате, лишь на очко отстав от чемпиона — «Ювентуса».

#### 2002/2003
В августе 2002 года Тотти получил тяжёлую травму колена, из-за которой выбыл из строя на полтора месяца и пропустил начало сезона. Лишь 20 сентября он вновь появился на поле, выйдя на замену в игре с «Болоньей». 24 сентября забил первый мяч в сезоне, поразив ворота «Модены» с пенальти. После этой игры у Тотти случился конфликт с Фабио Капелло; он связывался с плохим микроклиматом в команде, из-за чего клуб неудачно стартовал в Серии А.
1 октября Тотти сделал свой первый хет-трик в Серии А, трижды забив в ворота «Брешиа». В следующей игре он сделал дубль, дважды поразив ворота «Удинезе». Но через несколько дней после игры футболист вновь получил травму. 30 октября Тотти снова вышел на поле, в гостевом матче Лиги чемпионов с мадридским «Реалом», где забил единственный гол в матче, принеся победу своей команде; этот выигрыш стал первым для итальянских клубов на «Сантьяго Бернабеу» с 1967 года. Затем Ческо забивал ещё в двух матчах подряд, но потом вновь травмировался и какое-то время не выступал. 1 декабря Тотти получил красную карточку в игре с «Ювентусом» за разговоры с арбитром. Вскоре Франческо в очередной раз за сезон получил травму.
3 февраля 2003 года Тотти, штатный пенальтист «Ромы», впервые за долгое время не реализовал пенальти. 26 февраля забил два гола в ворота «Валенсии» и сделал голевой пас, предрешив разгром испанского клуба — 3:0; после матча болельщики испанского клуба наградили Ческо аплодисментами. 11 марта в игре с лондонским «Арсеналом» Тотти ударил по лицу игрока соперника Мартина Киоуна, за что был удалён с поля. В апреле забил свой 14-й мяч в Серии А, установив личный рекорд по количеству мячей, забитых им в чемпионате.
По итогам сезона «Рома» заняла 8-е место в чемпионате и вышла в финал Кубка Италии, но там проиграла «Милану» с общим счётом 3:6 (все голы у «Ромы» забил Тотти). Тотти провёл на поле 35 матчей, в которых забил 20 мячей. По окончании сезона он был признан лучшим игроком в Италии по обеим версиям.

#### 2003/2004
Начало сезона 2003/2004 вновь вышло для Тотти неудачным — как и год назад, он получил травму. Но уже во втором туре футболист вышел на поле и забил, дважды поразив ворота «Брешиа». 25 декабря Тотти сделал второй дубль в сезоне, забив «Эмполи» и принеся победу своей команде 2:0. По итогам первого круга Серии А Ческо забил 11 голов, заняв вторую позицию в списке лучших бомбардиров. Зимой начались разговоры о переходе Франческо в лондонский «Челси», однако сам футболист сказал, что ничего не знает о возможном трансфере.
23 января Тотти сделал третий дубль в сезоне, поразив ворота «Сампдории». В марте на дерби «Ромы» с «Лацио» произошла драка; представители самых активных болельщиков «джалоросси» первым делом подошли к Ческо и попросили его увести игроков клуба с поля, что он и сделал, сказав: «Если мы будем играть, нас порвут на части». 6 мая Тотти забил четвёртый дубль в сезоне, как и в первом круге дважды огорчив вратаря «Эмполи». Всего он забил в чемпионате 20 голов, установив личное достижение.
Вместе с «Ромой» Франческо во второй раз выиграл серебряные медали национального чемпионата, а затем был признан Guerin Sportivo лучшим игроком первенства. В том же сезоне начались переговоры о возможной покупке «Ромы» русскими бизнесменами; на это Тотти отреагировал так: «Не знаю, каковы планы и возможности нашего президента Франко Сенси. В любом случае для меня главное, чтобы „Рома“ оставалась тем грандом, каковым является сегодня. Если этому могут помочь те самые русские, о которых сейчас столько говорят, бог им в помощь. Лишь бы они говорили по-итальянски и не жалели на клуб денег».

#### 2004/2005
Летом 2004 года проходили переговоры Тотти и мадридского «Реала» по поводу перехода Франческо в стан королевского клуба. Сам игрок был не против уехать в Испанию, если «Рома» не сможет предстать в сезоне клубом, готовым бороться за «скудетто».
В начале сезона «Рома» попала в неприятную ситуацию: в матче Лиги чемпионов с киевским «Динамо» болельщики римской команды закидали поле и арбитра встречи, Андерса Фриска, мелкими предметами; за это «Роме» было засчитано техническое поражение 0:3. После матча Тотти обвинил арбитра встречи в пристрастности к игрокам «джалоросси». 27 сентября Франческо забил первый мяч в сезоне, поразив ворота «Болоньи»; в той же игре он сознательно наступил на упавшего игрока соперника, за что получил жёлтую карточку. 3 октября Тотти забил свой 100-й гол в Серии А, поразив ворота «Интера» ударом со штрафного. В ноябре 2004 года Ческо в очередной раз сыграл грубо, прыгнув обеими ногами на Карстена Рамелова, который лежал на поле. 2 декабря Тотти забил 2 гола в ворота «Сиены», а 19 декабря забил свои 107 и 108 голы за «Рому», которые сделали его лучшим бомбардиром в истории римского клуба: он опередил Роберто Пруццо. Всего в сезоне 2004/05 Тотти провёл 40 матчей и забил 16 мячей; «Рома» заняла 8-е место в чемпионате и вышла в финал Кубка страны, где проиграла 0:1 «Интеру».
В январе Тотти стал участником неприятного эпизода: в матче Кубка Италии с клубом «Сиена» тиффози римского клуба после гола зажгли дымовые шашки. Тотти попытался успокоить болельщиков, но те лишь освистали его. На это Франческо сказал, что подобное поведение фанатов может послужить причиной его ухода в будущем.

#### 2005/2006
Несмотря на январские слова, в июне 2005 года Тотти продлил контракт с «Ромой», подписав его на 5 лет с ежегодной выплатой 5,4 млн евро, а выплата налогов с заработной платы Тотти легла на клуб. Летом того же года «Рому» возглавил Лучано Спаллетти. Он сразу же начал перестройку игры клуба, сменив схему на 4-2-3-1, с двумя вингерами и одним атакующим полузащитником в лице Тотти. В 9-м туре чемпионата Франческо стал участником стычки с Хуаном Вероном во время матча с миланским «Интером», за что получил красную карточку.
В январе 2006 года, впечатлённый игрой Франческо в матче с «Ливорно», в котором Тотти забил 2 гола, Пеле на Всемирном экономическом форуме в Давосе назвал его лучшим игроком мира. В том же сезоне, 19 февраля на 7-й минуте игры с «Эмполи», Тотти был сбит защитником «адзури» Рикардом Ванильи, неудачно упал и получил трещину малой берцовой кости и растяжение связок голеностопа. Футболисту была вставлена в ногу металлическая пластина. Первоначально даже предполагалось, что травма может помешать Тотти участвовать в чемпионате мира. Во время периода реабилитации футболиста посетил премьер-министр Италии Сильвио Берлускони, решивший поддержать игрока. Однако спустя 3 месяца, благодаря интенсивному лечению Пьере-Паоло Марьяни, испробовавшему все методики, Франческо смог восстановиться после травмы. Он вышел на поле в финале Кубка Италии, однако его команда проиграла 1:3 «Интеру».

#### 2006/2007

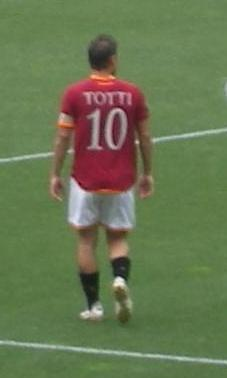
Тотти в сезоне 2006/2007

Начало сезона 2006/2007 вышло для Тотти удачным — он забил в 20 играх 13 голов, став лучшим бомбардиром Серии А, при том, что один раз не реализовал пенальти. Среди этих мячей дважды Тотти забил в ворота «Сампдории».
В том же сезоне Тотти отказался быть факелоносцем олимпийского огня из-за того, что его пришлось бы нести вдвоём с игроком «Лацио» Паоло Ди Канио.
21 января Тотти был удалён после драки с игроком соперника и демонстративного отказа подойти к судье и получить жёлтую карточку; более того, он, уходя с поля, толкнул на газон своего личного тренера и друга Вито Скалу, пытавшегося успокоить форварда. 11 февраля 2007 года Тотти забил свой 139 мяч в Серии А, став самым результативным игроком среди действующих футболистов. Весной Франческо пропустил несколько игр из-за воспаления седалищного нерва и травмы ноги. 29 апреля Тотти установил рекорд по количеству матчей в принципиальном дерби «Рома» — «Лацио», побив достижение Гвидо Мазетти, игрока «Ромы» 1930-х годов.
Всего в сезоне Тотти забил 31 гол, побив свой собственный голевой рекорд; при этом 6 раз не реализовывал пенальти. Вместе с «Ромой» Тотти дошёл до 1/4 финала Лиги чемпионов, где римляне были разгромлены клубом «Манчестер Юнайтед» со счётом 1:7, несмотря на предматчевые заверения Тотти, что эта игра для него важнее финала чемпионата мира. В том же году команда победила в Кубке Италии, а Тотти за свои голевые успехи получил не только титул лучшего бомбардира чемпионата Италии, но и «Золотую бутсу» лучшего бомбардира европейских первенств. Добиться этого титула ему помог последний тур, в котором он опередил Руда Ван Нистелроя благодаря двум голам в ворота «Мессины». После награждения Тотти сказал: «Год назад многие считали, что моя карьера закончена. Я получил травму, и все думали, что меня пригласили в сборную только за имя. Сейчас я могу сказать, что все эти слухи принесли мне удачу. Я чемпион мира, выиграл с „Ромой“ Кубок Италии и стал обладателем „Золотой бутсы“». Несмотря на этот успех, в опросе на обладателя «Золотого мяча» Тотти занял лишь 10 место, набрав 20 голосов. 19 августа 2007 года Тотти выиграл свой второй в карьере Суперкубок Италии.

#### 2007/2008
В начале сезона 2007/2008 Тотти высказался в том ключе, что «Рома» должна занять место среди 4 лучших клубов Италии, что позволило бы ей выйти в Лигу чемпионов. В начале сезона Тотти получил травму в матче Лиги чемпионов с лиссабонским «Спортингом» и не выступал месяц. Затем он вернулся на поле и вновь стал забивать, однако вскоре опять травмировался. 16 января 2008 года Тотти забил два гола в матче Кубка Италии с «Торино», доведя количество своих мячей за «Рому» до 200. 28 января в 5-й раз в карьере стал лучшим итальянским футболистом в Серии А, а также обладателем рекордных 11 призов Оскара дель Кальчо. 27 февраля побил очередной рекорд «Ромы»: он сыграл 387 матчей в Серии А, опередив Джакомо Лози, игрока римлян 1960-х годов. Гостевой матч с «Наполи», сыгранный 9 марта, стал для Тотти 500-й игрой в составе «джалоросси».
29 марта Тотти получил очередную травму, надорвав двуглавую мышцу бедра во встрече с «Кальяри». Он вернулся на поле в начале апреля в игре с «Удинезе», где отметился оскорблением арбитра встречи, за что был оштрафован на 12 тыс. евро. 19 апреля в матче с «Ливорно» Тотти получил третью в сезоне травму — разрыв крестообразных связок. На следующий день он был прооперирован в клинике Вилла Стюард. Из-за этого повреждения Франческо остался без футбола на 4 месяца. В мае Тотти был оштрафован ещё на 10 тыс. евро за критику в адрес «Интера», который он обвинил в том, что судьи постоянно оказывают ему помощь. В том сезоне «Рома» вновь выиграла Кубок Италии; Тотти в игре не участвовал, но вышел на церемонию награждения и первым поднял в воздух выигранный клубом трофей. Также, по окончании сезона, Франческо получил приз «Серебряный мяч», вручаемый в Италии футболисту, продемонстрировавшему лучшие образцы фэйр плей.

#### 2008/2009

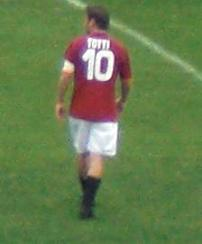
Тотти в сезоне 2008/2009

Перед началом следующего сезона Тотти восстановился после повреждения и сыграл концовку матча на Суперкубок Италии. В той игре, завершившейся вничью 2:2, он не забил решающий послематчевый пенальти, попав в перекладину. В результате трофей достался сопернику «Ромы», «Интеру». Начало сезона Тотти пропустил из-за рецидива травмы, случившегося в матче Суперкубка. К середине первого круга чемпионата Тотти вернулся на поле. 8 ноября он сыграл свой 400-й матч в Серии А, а 14 декабря забил 170-й гол, поразив ворота «Кальяри». Через семь дней получил растяжение четырёхглавой мышцы бедра и выбыл из строя на 2 месяца.
Лишь к февралю Тотти восстановился от повреждения. Несмотря на ряд проведённых игр, колено по-прежнему доставляло футболисту боль. 19 апреля 2009 года, забив два гола в ворота «Лечче», Тотти стал самым результативным игроком в истории «Ромы», опередив Амедео Амадеи, и вошёл в десятку самых результативных игроков Серии А. 31 мая Тотти забил свой 178 гол в Серии А, взойдя на 9-ю строчку в списке лучших бомбардиров Серии А в истории; он опередил по этому показателю Джампьеро Бониперти.

#### 2009/2010
28 июля 2009 года, в возрасте 32-х лет и 10-ти месяцев, Тотти сообщил, что продлил контракт с «Ромой» на 5 лет, по нему он стал бы получать 5 млн евро годовых. Также контракт содержал пункт, по которому футболист после завершения контракта получил должность управляющего в «Роме». Однако клуб сообщил, что контракт с нападающим подписан не был. В первой игре сезона, прошедшей в рамках квалификации Лиги Европы, Тотти забил два мяча в ворота «Гента», а в ответной игре оформил хет-трик, «Рома» выиграла противостояние 7:1. Позже Тотти сделал ещё один хет-трик, на этот раз поразив ворота «Кошице». Несмотря на голы Тотти, «Рома» выступала неудачно, и главный тренер команды, Лучано Спаллетти, был уволен. Его место занял Клаудио Раньери. Той же осенью Тотти стали беспокоить боли в спине, а затем он получил рецидив старой травмы правого колена, из-за которой пропустил несколько игр.
26 октября Тотти перенёс операцию на правом колене. 22 ноября, в матче 13-го тура чемпионата с «Бари», впервые после операции, вернулся на поле; в той игре забил 3 гола, принеся победу «Роме» со счётом 3:1. После игры Тотти сказал: «Давайте, скажите, что я закончил с большим футболом! Теперь, надеюсь, они будут повторять эту фразу, ведь она приносит мне удачу. Давайте и дальше говорите, что я закончил с большим футболом! Это всё, что я скажу сегодня, потому что слишком просто давать интервью после хет-трика. Пойду-ка я домой». 17 декабря Тотти всё же продлил контракт с «Ромой» до 2014 года с заработной платой в 8,9 млн евро в первый сезон и по 8,6 млн в последующие; после подписания он сказал: «Я — джаллоросси и останусь с „Ромой“ навсегда. Подписание этого контракта стало осуществлением моей мечты. Я бы хотел поблагодарить семейство Сенси за помощь и поддержку даже в самые трудные моменты. Были времена, когда меня хотели выжить из клуба и города. Но Франко Сенси всегда был на моей стороне, он был мне вторым отцом. Я никогда этого не забуду».
Настоящий мужчина не прячется за кем-либо. Не могу сказать такого о Тотти. Я сказал ему что-то вроде: «Ты собираешься играть или будешь вести себя словно ребёнок?» В ответ я услышал расистское оскорбление. Затем он сказал Тиагу Мотте, что сейчас сломает меня. Я улыбнулся и пошёл играть дальше. После этого он нанёс удар. В любом случае, оскорбления Тотти причинили мне больше боли, чем его удар по ногам. Раньше я восхищался им.
В игре 17-го тура с «Пармой» Тотти вновь получил травму колена, однако она оказалась несерьёзной. В римском дерби с «Лацио», в котором «Рома» выиграла 2:1, Тотти показал болельщикам «Лацио» неприличный жест, два опущенных вниз больших пальца, традиционно означающих в Италии казнь; сам Франческо сказал, что не хотел никого оскорбить. За своё деяние Ческо был оштрафован на 20 тыс. евро.
5 мая, в финале Кубка Италии, в котором «Рома» проиграла «Интеру» со счётом 0:1, Тотти был удалён с поля за две жёлтые карточки. Второе предупреждение он получил за удар сзади по ногам Марио Балотелли; после игры Балотелли сказал, что Тотти назвал его «грязным негром», Ческо ответил, что никогда не был расистом и ничего такого не говорил, а ударил Балотелли в ответ на его оскорбления. Любопытно, что за год до инцидента Ческо высказывался о Балотелли в том ключе, что следует «преподать ему урок хороших манер». За свой проступок Тотти был дисквалифицирован на 4 игры.
На последнем матче сезона, против «Кальяри», болельщики «джалоросси» на трибунах надели множество футболок «Ромы» с фамилией Тотти, отказавшись от любых других. Чтобы поддержать своего капитана, они вместе пели «Есть только один капитан». В этой встрече Франческо забил два гола.

#### 2010/2011

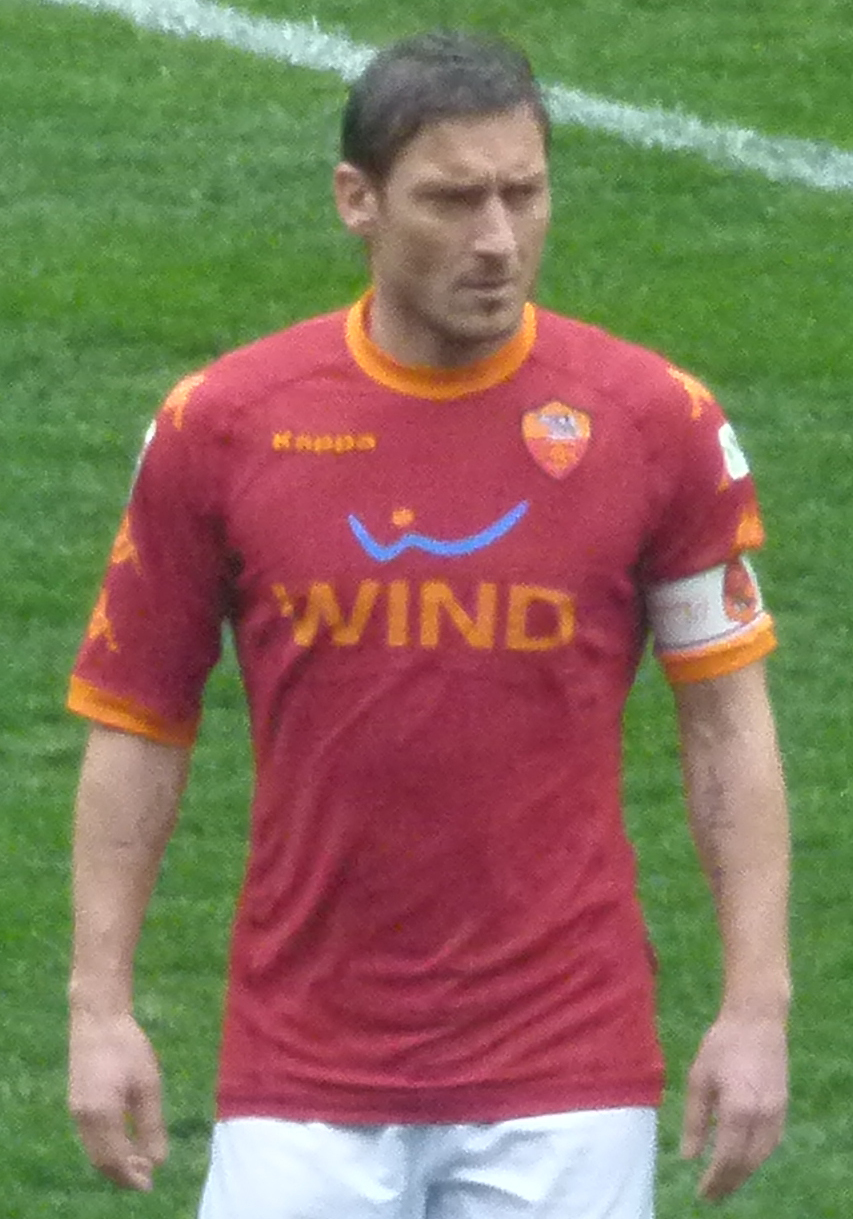
Тотти в апреле 2011 года

Перед началом сезона 2010/2011 Тотти поставил цель обойти Роберто Баджо в списке лучших бомбардиров в истории Серии А. Также он был уверен в удачном выступлении своего клуба в сезоне. В сентябре Тотти раскритиковал главного тренера клуба Клаудио Раньери, что тот прививает команде несвойственный ей стиль игры — каттеначчо, однако позже Тотти сообщил, что у игрока и тренера нет и не было конфликтов. Причиной недопонимания футболиста и тренера послужило неудачное выступление команды в начале сезона: в чемпионате она проиграла 3 матча из шести, попав в зону вылета. После этого Ческо сказал, что если его считают виновником плохой игры «Ромы», то он добровольно готов расстаться со своим местом в стартовом составе. В октябре Тотти был оштрафован на 10 тысяч евро за критику арбитров после матча с «Брешиа», обвинив судей в предвзятости. 30 октября в игре с «Лечче» Франческо был удалён с поля после конфликта с игроком команды соперника Рубеном Оливерой; сам Оливера сказал, что Тотти удаления не заслуживал. За свой проступок Ческо был оштрафован на 20 тыс. евро.
В ноябре Тотти забил победный мяч в матче Лиги чемпионов с мюнхенской «Баварией», при этом джалоросси проигрывали по ходу встречи 0:2. 8 декабря Ческо в подтрибунном помещении поругался с партнёром по команде, Николасом Бурдиссо: «На самом деле ничего серьёзного не было. Имела место маленькая дискуссия, однако это не страшно, ибо такие ситуации в футболе встречаются часто. Он аргентинец, а я римлянин. Так что разговор состоялся между двумя сильными личностями». В середине сезона Ческо несколько раз не выходил на поле, из-за чего у него вновь возникло недовольство действиями Раньери, выпустившего его на последних минутах матча с «Сампдорией». Сам Тотти сказал, что разочарован, но уважает решения тренера. Чуть позже тренер, футболист и президент клуба обсудили сложившуюся ситуацию; Ческо пояснил: «Конечно, я понимаю решение руководства клуба и тренера. У меня уже состоялась беседа с ними. Мы обсудили сложившуюся ситуацию. Важно, когда ты чувствуешь поддержку. Моё будущее в „Роме“? Давайте думать о настоящем, а потом увидим, что будет. Могу повторить, мне очень грустно, когда я приезжаю на тренировку. За воротами базы у меня всё нормально». 22 января, впервые после долгого перерыва, Франческо забил мяч, реализовав пенальти в матче с «Кальяри».
27 февраля 2011 года Франческо провёл свой 600-й матч за «Рому»; в нём команда сыграла вничью 2:2 с «Пармой», а сам Тотти забил гол, реализовав пенальти. 13 марта Тотти забил два гола, принеся победу своей команде в дерби с «Лацио». 10 апреля Тотти вновь сделал «дубль», забив два гола в ворота «Удинезе». 1 мая Франческо забил два гола в ворота «Бари» и опередил Роберто Баджо по количеству голов в серии А. После этой игры Тотти дал интервью в майке с надписью «Король Рима жив!»; в нём он сказал: «Я знаю, что могу дать команде. Это никогда не иссякнет. Рад побить очередной рекорд и надеюсь продолжать в том же духе».

#### 2011/2012
Перед началом сезона 2011/2012 владелец «Ромы» Томас ди Бенедетто сказал о Франческо: «Тотти — чрезвычайно важный футболист для „Ромы“. Может быть, он самый великий игрок „Ромы“ за последние 50 лет. Он — часть истории Рима. Надеемся, что он будет радовать болельщиков ещё много лет. Такой футболист обязан быть на поле».
В начале сезона Тотти регулярно выходил в стартовом составе команды. Новый главный тренер «Ромы», Луис Энрике, видел в нём центральную фигуру, вокруг которой он смог бы строить игру. Однако у Тотти с наставником случился конфликт, который привёл к тому, что Франческо оказался на скамье запасных. Позже конфликт был погашен. В октябре Франческо повредил мышцы правого бедра и выбыл из строя на месяц. Только восстановившись после первой травмы и отыграв лишь 23 минуты в матче с «Лечче», Франческо получил вторую, повредив мышцы левой лодыжки. 12 декабря он вновь вышел на поле в матче с «Ювентусом», где сделал голевую передачу и не реализовал пенальти; встреча завершилась вничью 1:1. После матча он заявил, что возможно ему уже пора уйти из команды. На следующий день Франческо резко поменял своё мнение: «Я могу подтвердить, что несколько раз ко мне на улицах подходили люди и оскорбляли меня, причём они не были фанатами „Лацио“. Но я хочу всех успокоить: я остаюсь в „Роме“. Возможно, те слова были сказаны сгоряча».
8 января 2012 года в матче с «Кьево» Тотти сделал дубль, дважды реализовав пенальти; эти мячи стали первыми, забитыми им в чемпионате страны с 22 мая 2011 года. Тотти отпраздновал первый гол, продемонстрировав майку с надписью «Извините за опоздание», а второй мяч он посвятил своим детям, сымитировав сосание соски. 21 января 2012 года Тотти забил два гола в матче с «Чезеной», что позволило ему превзойти результат Гуннара Нордаля по числу голов, забитых в серии А за один клуб. 5 мая Тотти сделал «дубль» в матче с «Катанией»; встреча завершилась вничью 2:2, а сам Тотти взял на себя вину из-за того, что не реализовал в матче пенальти. Эта ничья оставила «Рому» без участия в еврокубковых турнирах в следующем сезоне.

#### 2012/2013
Летом 2012 года «Рому» возглавил Зденек Земан, с которым Тотти работал 13 лет назад. Новый главный тренер очень осторожно отозвался о роли Франческо в команде. Сам футболист также был осторожен в высказываниях, сказав, что он «готов ко всему».
В августе Тотти получил травму голеностопного сустава, которая оказалась несерьезной. 2 сентября, во втором туре национального первенства против «Интернационале», Франческо сделал два голевых паса, что помогло «Роме» одержать победу в принципиальном матче. Свой первый гол в чемпионате Тотти забил в пятом туре в ворота «Сампдории», однако это не помогло римскому клубу добиться победы — 1:1. Второй гол в Серии А Тотти забил также в ворота генуэзской команде — «Дженоа». Матч окончился победой «Ромы» — 4:2. 8 декабря, в матче против «Фиорентины» (4:2), Тотти отметился дублем и двумя результативными передачами, поучаствовав во всех голах своей команды. 1 февраля, в матче 23 тура против «Кальяри» (2:4), Тотти забил один из двух голов команды. После этой неудачи, а также серии неудовлетворительных результатов в целом, руководство «Ромы» приняло решение уволить Земана. Исполняющим обязанности главного тренера «Ромы» стал член тренерского штаба Аурелио Андреацолли. 16 февраля Тотти забил единственный гол в матче против лидера чемпионата — «Ювентуса». После игры Тотти отметил своих партнёров по команде, заявив, что игроки отдают на поле все силы.
3 марта, в игре 27-го тура против «Дженоа», Тотти забил гол, который стал для него 225-м в Серии А. По этому показателю он сравнялся с Гуннаром Нордалем и вышел на второе место в списке самых результативных игроков в истории Серии А. Также в том матче Тотти отдал две результативные передачи, что помогло «Роме» добиться победы со счётом 3:1. После исторического матча Тотти отметил: 
Я хотел забить этот гол любой ценой и сделал это перед родными болельщиками. Счастлив, что мне удалось добиться такого важного достижения, являющегося моим проявлением любви к футболке «Ромы».

17 марта, забив гол в ворота «Пармы», Тотти вышел на чистое второе место по числу голов в высшей лиге итальянского футбола. 8 апреля Тотти забил единственный гол «Ромы» в римском дерби против «Лацио», реализовав одиннадцатиметровый удар. Гол позволил «волкам» уйти от поражения — 1:1. Тотти повторил рекорд Дино да Косты и Марко Дельвеккьо по количеству голов, забитых в римских дерби (9 голов). По окончании матча Тотти отметил: 
«Конечно, я стремился добиться этого достижения. Это мой самый прекрасный рекорд, однако гораздо больше я хотел бы победить в этом матче».

#### 2013/2014

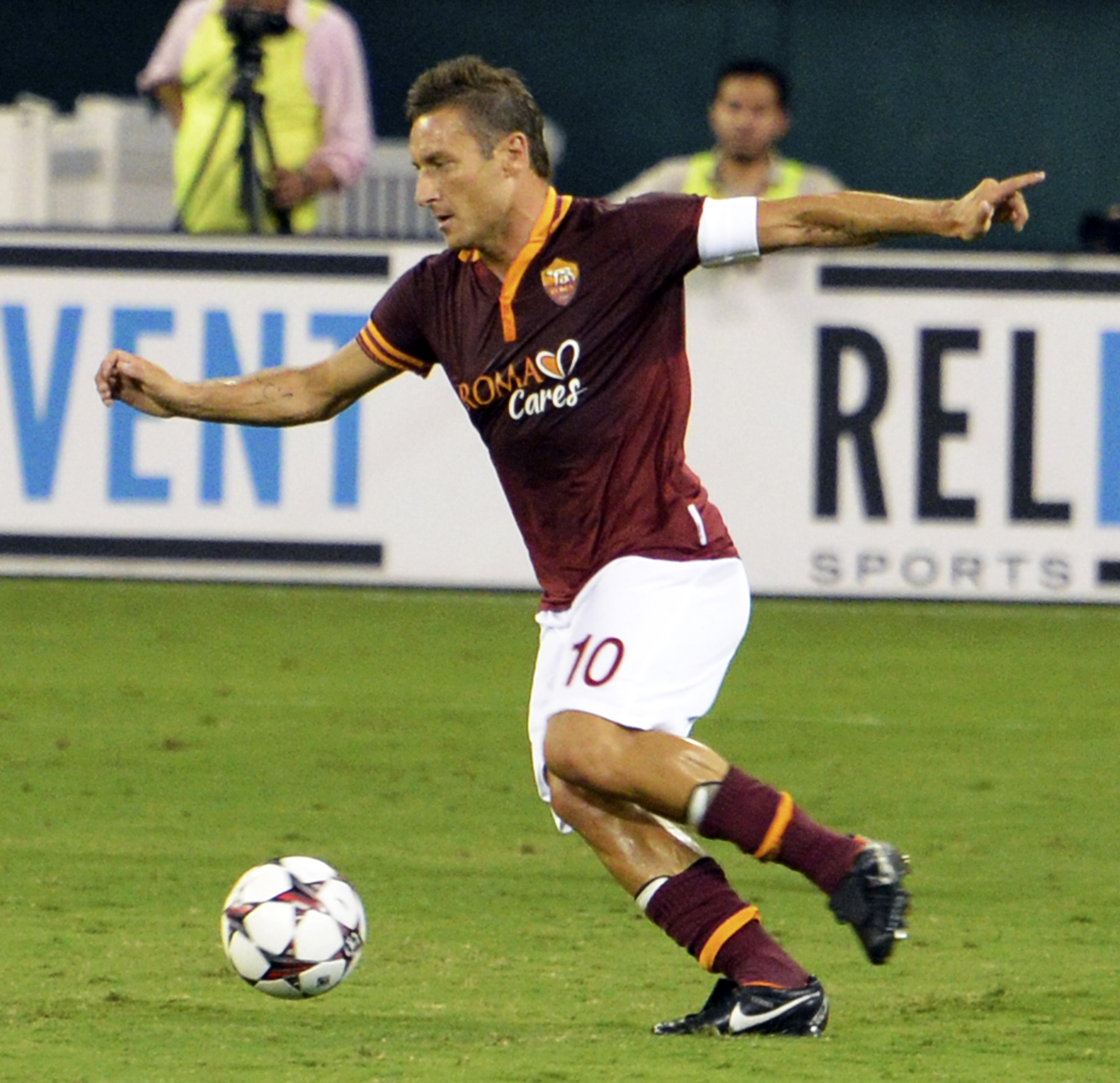
Франческо Тотти на предсезонной игре против «Челси».

Летом 2013 года в «Рому» пришёл новый главный тренер Руди Гарсия, который сразу заявил о особой роли Франческо: «Я знаю, что Тотти является очень важным игроком. Я буду рад поговорить с Франческо и с другими игроками. Я такой тренер, который должен любить своих игроков, чтобы двигать проект дальше». Тотти стал действовать как «ложная девятка», находясь в 10 метрах от линии нападения и освобождая место для двух крайних нападающих, Жервиньо и Алессандро Флоренци. 20 сентября 2013 года «Рома» объявила, что Тотти подписал новый контракт, который будет действовать до лета 2016 года с заработной платой в 3,2 млн евро в год.
Первый свой гол в сезоне Тотти забил в игре 3-го тура против «Пармы», а за первые 8 туров чемпионата 6 раз ассистировал партнёрам. В 7-м туре «Рома» обыграла со счётом 3:0 на выезде «Интер», благодаря дублю Тотти и голу Алессандро Флоренци. В следующем туре, 18 октября в игре против «Наполи», Тотти травмировал бедро, лишь в декабре вернувшись к тренировкам с командой. 20-го ноября он получил премию «Капитан капитанов» ассоциации Editutto и Baker Tilly Revisa.
Следующий гол Тотти забил только в 2014 году, в игре 19-го тура против «Дженоа», где он также сделал две голые передачи. Через две недели Тотти забил в ворота «Вероны» с пенальти. 12 февраля, вновь в матче с «Наполи», на этот раз кубковом, он получил мышечную травму. Возвращение на поле произошло 17-го марта в матче против «Удинезе», где Тотти смог отличиться забитым мячом и результативной передачей. 25-го марта в матче против «Торино» Тотти сыграл свой 700-й матч за «Рому», в честь чего клуб объявил, что номер 10 не будет использоваться после ухода футболиста. 2 апреля в матче 22-го тура Тотти вновь смог забить «Парме». В ворота этой команды он забивал чаще всего — 20 мячей.
Сезон 2013/2014 Тотти закончил с 8 голами и 11 голевыми передачами, что позволило ему стать третьим бомбардиром клуба и вторым по количеству результативным передач в команде.

#### 2014/2015
30 сентября, через 3 дня после своего очередного дня рождения, Тотти забил первый гол в сезоне. Это случилось в выездной игре 2-го тура Лиги чемпионов против «Манчестер Сити», где он сравнял счёт — 1:1. Гол стал рекордным как забитый самым возрастным футболистом, сумевшим отличиться в турнире — Тотти было 38 лет и 3 дня.
«Этот гол вошел в историю. Он важен, но, скорее, для команды, чем лично для меня. Я доволен нашей игрой. Мы приехали сюда, чтобы играть в открытый футбол и провели один из лучших матчей «Ромы» в еврокубковой истории. Я горд тем, что стал самым возрастным футболистом, который забивал в Лиге чемпионов. Но я совершенно точно не намерен останавливаться на этом и надеюсь продолжать в том же духе. Да, мне уже 38 лет, но я этого не чувствую»
Кроме того, эффектная подсечка над распластавшимся Хартом была признана лучшим голом 2-го тура на сайте турнира. В чемпионате Италии Тотти смог отметиться забитым голом в игре 6-го тура против «Ювентуса» с пенальти, забив в 21 розыгрыше серии А подряд. После матча Франческо обвинил в поражении судей: «Я не знаю, были ли мы обыграны судьями, но уверен, мы не были обыграны „Ювентусом“ сегодня. В любом мало-мальски подозрительном эпизоде „Ювентус“ всегда получает пенальти в свою пользу». Джузеппе Маротта назвал слова Тотти неприемлемыми, Павел Недвед — несправедливыми, а Альваро Мората просто сказал: «ему не стоило говорить такие вещи».
17 ноября Франческо получил премию Джачинто Факкетти, присуждаемую футболисту, приверженному духу честной спортивной борьбы. 25 ноября в матче Лиги чемпионов в Химках против ЦСКА, проходившем без зрителей, Тотти переписал свой рекорд самого возрастного бомбардира (на тот момент он составил 38 лет и 59 дней), забив красивый гол прямым ударом со штрафного. Гол был вновь номинирован на звание лучшего в туре.
14 декабря Франческо вышел на замену в матче с «Дженоа». Когда нападающий вышел на поле, исполнявший роль капитана команды Сейду Кейта несколько раз протягивал ему капитанскую повязку, но тот всячески отказывался от неё. 11 января 2015 года Тотти оформил дубль в римском дерби, который спас «Рому» от поражения, после чего отметился ещё одним запоминающимся празднованием гола, сделав селфи на фоне «Курвы Суд». Второй забитый им мяч в этом матче был признан лучшим голом сезона на официальном сайте клуба. Благодаря этим мячам, Франческо стал лучшим бомбардиром в истории противостояния «Лацио» и «Ромы».
В марте Тотти получил травму бедра. В конце сезона спортивный директор клуба Вальтер Сабатини сказал, что сам Франческо может выбрать своё будущее, как продлевать контракт, так и завершить карьеру. Футболист заявил, что никогда не был и не будет проблемой для «Ромы». По итогам сезона Тотти был признан болельщиками третьим игроком команды.

#### 2015/2016
Перед началом сезона 2015/2016 новый футболист «Ромы» Жерсон сфотографировался с футболкой клуба с номером 10 на спине. Тотти сразу среагировал, сказав: Футболка с номером 10 — это моя вторая кожа. Но у каждого есть возможность биться за эту мечту, за то, чтобы носить её и добиваться больших спортивных достижений. У каждого должен быть такой шанс. 20 сентября 2015 года в матче 4-го тура Серии A против «Сассуоло» (2:2) отметился забитым мячом. Этот гол стал для Тотти 300-м в составе «Ромы» во всех турнирах. Через 6 дней, накануне своего 39-летия Тотти вышел на замену в перерыве удачно складывавшегося матча с «Карпи», и уже через несколько минут в контратаке помог забить команде 4-й мяч, однако, этот момент был омрачён очередной травмой — Тотти повредил мышцы правого бедра и выбыл на несколько месяцев.
В Италии есть три иконы — Колизей, собор Святого Петра и Франческо Тотти.
Тотти вернулся на поле только в новом году, 9-го января выйдя на замену в домашней игре с «Миланом», заключительной в 1-м круге чемпионата и для Руди Гарсиа у руля «Ромы». Ему на смену пришёл Лучано Спаллетти, у которого быстро сложились с Франческо негативные взаимоотношения из-за того, что тот очень часто оставлял Тотти на скамье запасных, что футболист посчитал за неуважение. Более того, президент команды встал на сторону тренера, заявив: «Я не понимаю, что имеет в виду Франческо, говоря, что хочет больше уважения к себе», чуть позже он заявил, что у футболиста контракт до июля, после чего он станет директором клуба. В конце февраля конфликт тренера и игрока затих. В апреле появились слухи, что Спаллетти и Тотти подрались после матча с «Аталантой», на что тренер ответил: «Я категорически опровергаю, что у меня был какой-то конфликт или физический контракт с кем-либо из моих футболистов». В том же месяце они оба стали лауреатами шуточной награды «Золотой тапир», вручаемой за сомнительные достижения в футболе. Награду они получили за эпизод после матча с «Аталантой». Уже после окончания карьеры Тотти рассказал, что драка всё-таки была, и их пришлось разнимать четырём людям.
20 апреля 2016 года выйдя на замену на 86-й минуте в матче с «Торино», в котором «Рома» проигрывала 1:2, Тотти на 87-й минуте сравнял счёт, а на 89-й забил с пенальти, принеся команде победу со счётом 3:2. В конце апреля «Рома» предложила Франческо новый годичный контракт. 8 мая Тотти провёл свой 600-й матч в серии А против «Кьево», став лишь третьим игроком, достигшим этот отметки. 7 июня Франческо подписал контракт с клубом на ещё один год с заработной платой в миллион евро.

#### 2016/2017
11 сентября 2016 года Тотти вышел на поле в матче 3-го тура чемпионата Италии против «Сампдории» (3:2). Таким образом, он сыграл за «Рому» в 25-м сезоне Серии A и повторил рекорд бывшего игрока «Милана» Паоло Мальдини. Забил гол. И стал, таким образом, первым игроком, кому удалось забить в 23-м сезоне Серии A подряд. 25 сентября Франческо поразил ворота «Торино» в матче чемпионата, этот гол стал 250-м, забитым нападающим в розыгрышах серии А. 20 октября он сыграл в матче Лиги Европы с венской «Аустрией»; этот матч стал 100-м, проведённым нападающим в еврокубках. В ноябре Тотти получил травму — растяжение мышцы бедра и пропустил несколько матчей.
15 апреля Тотти сыграл свой 615-й матч в серии А, выйдя на третье место за всю историю турнира. В мае спортивный директор «Ромы» рассказал, что по окончании сезона Тотти завершит игровую карьеру и займёт место директора, заключив шестилетний контракт.
28 мая 2017 года Тотти провёл последний матч за «Рому», выйдя на поле на 54-й минуте встречи, заменив Мохаммеда Салаха. В нём его команда обыграла «Дженоа» со счётом 3:2 и заняла второе место в чемпионате страны. По окончании игры Франческо совершил круг почёта и едва сдерживая слёзы обратился к болельщикам.
  Вот мы и подошли к этому моменту. К сожалению. Надеялся, что это никогда не произойдёт. В последние дни обо мне было сказано много хорошего. Вы поддерживали меня во время трудных моментов, поэтому хочу поблагодарить вас за это. Я плакал, как сумасшедший! Нельзя просто взять и забыть все эти годы. Я благодарю всех.
  Невозможно пересказать 28 лет в нескольких фразах. Хотел бы сделать это песней или поэмой, но я не очень силён в этом. Пытался объяснить это с помощью своих ног, потому что это кажется мне более простым способом. Чёрт побери, время! Оно пролетело так быстро с победы в чемпионате Италии 17 июня 2001 года. Тогда я не мог дождаться финального свистка арбитра. Воспоминание об этом до сих пор вызывает у меня мурашки. Теперь время пришло, похлопало меня по плечу и сказало, что завтра мне пора повзрослеть.
  Мне нравится думать о своей карьере как о сказке. А сегодня её худшая часть. Теперь действительно всё кончено. Я сниму футболку в последний раз и аккуратно её сложу. Даже если мне придётся с этим смириться, я не готов сказать, что всё кончено, и, возможно, никогда не буду готов.
  Извините, что в последнее время я не давал интервью и не вносил ясность. Мне было не просто погасить этот свет. Сейчас мне страшно. И это не тот же страх, который ты испытываешь перед воротами, когда должен забить пенальти. В этот раз я не могу видеть через отверстие в сетку, что находится за её пределами. Позвольте мне испытывать этот страх. На этот раз это я тот, кто нуждается в вас и в вашем тепле. То, что вы мне всегда давали. Я счастлив и горд тем, что посвятил 28 лет любви «Роме». Я люблю вас.
Этот матч стал последним для Тотти не только за «Рому», но и последним матчем в качестве игрока. За свою долгую карьеру Франческо получил специальную награду от президента УЕФА, став 17-м лауреатом этой премии. Знаменитый 10-й номер, с которым Тотти играл с сезона 1997/98 по просьбе игрока было решено не изымать из обращения в команде, однако по сей день ни один игрок «Ромы» так и не надел футболку с 10-м номером.

### Карьера в сборной
Тотти начал международную карьеру с самого молодого возраста, в котором соревнуются национальные команды. Со сборной до 18 лет он в 1995 году стал вице-чемпионом Европы. В финале этого турнира, в котором итальянцы проиграли Испании со счётом 1:4, Тотти забил единственный мяч своей команды. В следующем году стал чемпионом Европы со сборной Италии до 21 года. В полуфинале он забил гол в игре против Франции, реализовав первый и последний в матче голевой момент. В финале турнира Италия вновь играла со сборной Испании; матч завершился со счётом 1:1, а в серии пенальти «Скуадра Адзурра» оказалась сильнее (Тотти свой пенальти реализовал). В 1997 году Тотти выиграл в составе сборной до 23 лет Средиземноморские игры. В турнире Италия обыграла Турцию со счётом 5:1, а Тотти забил 2 гола, всего же в турнире он 5 раз поражал ворота соперников.

Тотти после завершения финала Евро-2000

Несмотря на удачные действия в составе молодёжных сборных и в чемпионате страны, Франческо не пользовался поддержкой главного тренера первой сборной, Чезаре Мальдини, который не взял футболиста на чемпионат мира 1998. Тотти дебютировал в сборной лишь после ухода Мальдини, 10 октября 1998 года в матче со Швейцарией, заменив на 70-й минуте Алессандро Дель Пьеро. В следующей игре, с Испанией, Тотти впервые вышел в стартовом составе «Скуадры Адзурры», получив шанс из-за травм Дель Пьеро и Казираги. 29 марта 1999 года Тотти сделал первое результативное действие в составе национальной команды — отдал голевой пас на Антонио Конте, который принёс победу Италии над сборной Дании. 26 апреля следующего года Тотти забил свой первый гол за сборную, поразив ворота Португалии.
В 2000 году Тотти поехал в составе сборной на чемпионат Европы. Накануне турнира футболиста рассматривали как одного из четырёх кандидатов на место второго форварда в помощь Филиппо Индзаги. В первой встрече с Турцией Франческо вышел в стартовом составе и провёл на поле 83 минуты, сделав несколько острых передач: в частности, после его паса на Индзаги форвард был сбит в штрафной, заработав пенальти. В матче с Бельгией Тотти отметился забитым мячом, однако довольно часто ошибался в передачах. В третьем матче группы Тотти участия не принимал, но вышел в четвертьфинале и вновь забил. В полуфинале Италия играла с Нидерландами. Тотти, проигравший конкуренцию за место в составе Алессандро Дель Пьеро, вышел на поле на 82-й минуте встречи, заменив Стефано Фьоре, и забил послематчевый пенальти. Франческо выполнил пенальти ударом в стиле Антонина Паненки. После игры его спросили: «Вы понимаете, что в случае промаха вам было бы лучше не возвращаться в Рим?», на что он ответил: «Но я же забил!». Накануне финала с Францией итальянская общественность обсуждала возможность выпустить вместе Тотти и Дель Пьеро, в частности, Арриго Сакки сказал, что это «может стать козырем в игре». В финале Италия проиграла 1:2; Тотти провёл весь матч и поучаствовал в комбинации, в результате которой «Скуадра Адзурра» забила свой гол и сделал выгодную передачу на Алессандро Дель Пьеро, который вышел один-на-один с вратарём соперника, но момент не реализовал; также в игре Ческо получил жёлтую карточку за недисциплинированное поведение. По мнению многих итальянцев, Франческо стал лучшим игроком финала в составе их национальной команды.
На следующем крупном турнире, чемпионате мира 2002, Тотти провёл все 4 игры. Перед мундиалем Франческо считался одним из возможных главных героев первенства. Также, как и за два года до этого, одним из главных вопросов была возможность выступления вместе Тотти и Дель Пьеро, являвшихся лидерами сборной, но игравших на одной позиции. В первом матче с Эквадором Тотти сделал голевую передачу, а его команда победила 2:0. В следующей игре итальянцы проиграли 1:2 хорватам; Франческо неудачно провёл первый тайм, но во втором стал «дирижёром» атак команды и начал голевую атаку, в которой «Скуадра Адзурра» забила единственный мяч, а также попал в штангу ударом со штрафного. В третьей игре групповой стадии Италия сыграла вничью с Мексикой 1:1 и вышла в раунд плей-офф. Игру с Мексикой Тотти провёл неудачно. По мнению Андрея Канчельскиса, «до предела раскрученный итальянскими газетами, он забыл, что на поле надо бороться и помогать партнёрам. Тотти сыграл не по-мужски, убирал ноги, в этой игре он предал своих партнёров. Трапаттони стоило заменить его на Дель Пьеро ещё в перерыве»; также Франческо получил жёлтую карточку за неспортивное поведение. В матче 1/8 финала со сборной Южной Кореи Тотти был удалён с поля на 105 минуте встречи за вторую жёлтую карточку. Арбитр встречи оценил падение Франческо как симуляцию, однако многие эксперты сошлись во мнении, что Тотти, как минимум, не симулировал. После удаления итальянца корейцы забили «золотой гол». По окончании игры Ческо сказал: «Это скандал. Не спрашивайте меня, почему такое происходит на чемпионате мира. Я не знаю».
В отборочном турнире к чемпионату Европы 2004 Тотти сыграл трижды: в двух играх с Финляндией и в матче с Азербайджаном. В первой игре с финнами Франческо сделал две голевые передачи на Кристиана Вьери, во второй уже забил самостоятельно и вновь сделал голевой пас. Перед началом чемпионата Европы главный тренер итальянцев Джованни Трапаттони сказал, что «Тотти важнее для сборной Италии, чем Зидан для сборной Франции. Тотти — уникальный игрок. Он не только ведёт игру, как Зидан, но и сам забивает, причём немало. 20 голов в прошедшем чемпионате — превосходный результат. Ещё во время чемпионата мира я говорил, что следующий турнир, то есть чемпионат Европы, должен стать звёздным для Тотти, который к тому времени достигнет своего расцвета. Франческо достиг того возраста, когда может отдавать себе отчёт в своих действиях и в своей значимости для команды. Это тот редкий футболист, про которого говорят: он способен выиграть матч в одиночку. Надеюсь, я не перестарался с комплиментами в адрес Франческо». На самом первенстве Тотти провёл 1 матч с Данией. В этой игре он совершил грубый проступок, плюнув в игрока соперника Кристиана Поульсена. Судья в поле эпизода не видел, однако камеры зафиксировали поступок Франческо, который был дисквалифицирован на 3 игры. Проступок Франческо вызвал дебаты в Италии, многие ветераны сборной осудили игрока и сказали, что наказание заслужено. В интернете даже появилась шуточная игра — «Плюнь вместе с Тотти».
— Первым, кто рассказал мне об этом, стал личный тренер по физподготовке Вито Скала, который находился со мной в Португалии. Я возмутился: «Что ты выдумываешь, с ума сошёл?» Сначала появились фотографии, но я им не верил до тех пор, пока не увидел всё на киноплёнке. Я и в самом деле совершенно не представлял себе, что совершил, потому что не попал в датчанина, а тот никоим образом не отреагировал. Так что всё осознал задним числом.
— Если вы признаёте ошибку, то почему же публично не извинились?
— Потому что это был не я. Не считаю, что это был «мой» плевок.
В том же году, 13 октября, Тотти сделал свой первый дубль за сборную, дважды забив в ворота сборной Беларуси.

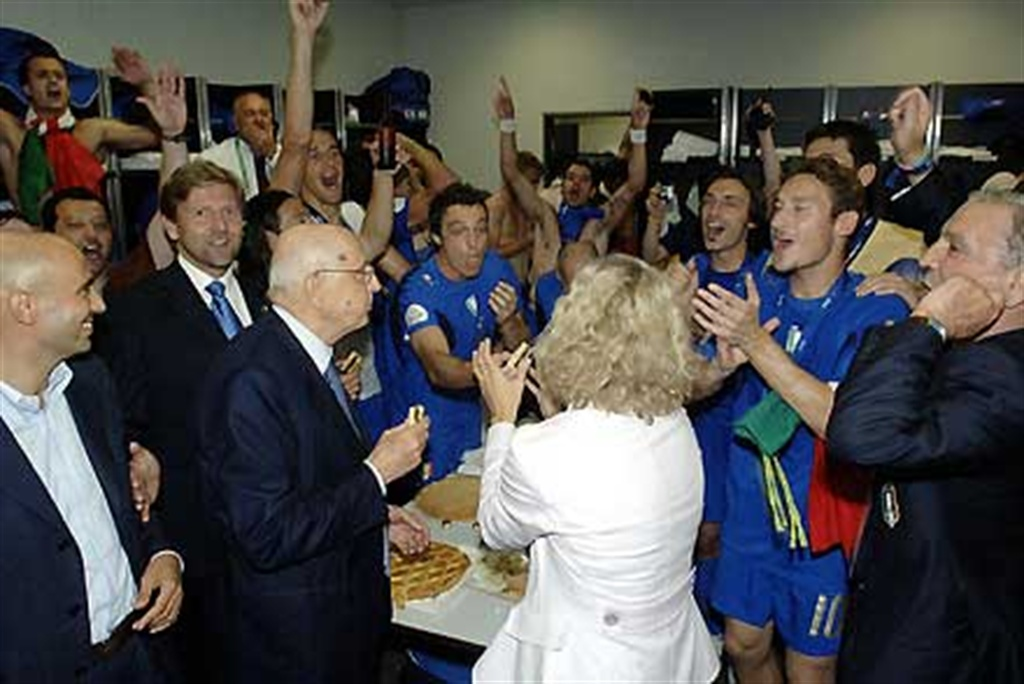
Тотти (в синей форме крайний справа) на праздновании победы на чемпионате мира

В 2006 году Тотти поехал на чемпионат мира, несмотря на то, что он лишь за несколько недель до этого смог полноценно тренироваться после лечения от перенесённой травмы. Накануне турнира Франческо в очередной раз проявил себя несдержанным футболистом, очень опасно сыграв против Андрея Гусина в товарищеском матче с Украиной. В первой игре с Ганой Тотти вышел в стартовом составе вместе с Лукой Тони и Альберто Джилардино, явив треугольник нападения команды, которая выиграла матч 2:0; сам футболист провёл на поле 56 минут, сделал голевую передачу и был заменён из-за травмы. В матче с США Франческо сыграл лишь 35 минут и получил жёлтую карточку, после чего был заменён, почувствовав невозможность продолжать игру из-за болей в ноге. Матч с Чехией Тотти сыграл полностью и сумел сделать голевую передачу, после которой был забит первый мяч. В игре 1/8 финала с Австралией Франческо вышел на поле на 75-й минуте встречи, а в добавленное время забил пенальти, который принёс итальянцам победу. Ческо сказал после матча: «Горд за команду. Мы достойно выглядели вдесятером против такого неуступчивого и мощного соперника, как Австралия. И смогли не только отстоять свои ворота, но и забить гол, который вывел нас в четвертьфинал». В 1/4 финала с Украиной Тотти предстал лидером команды: он провёл на поле весь матч, действуя на позиции второго форварда, и сделал две голевые передачи. В полуфинале итальянцы встречались с хозяевами турнира немцами. В этой игре Франческо был не очень заметен, хотя и сделал два острых паса, проведя весь матч на поле. В послематчевом интервью Тотти сказал: «Наша команда вошла в историю. Даже не так: мы пишем историю, в которой пока не хватает последней и главной главы. Мы всем доказали здесь, в Германии, что мы — команда мирового уровня. Месяц назад я предположил, что в финале чемпионата мира сойдутся Италия и Португалия. Многие, наверное, скептически отнеслись к моему прогнозу, но я оказался не таким уж плохим пророком. Останусь ли я в сборной после первенства мира? Процентов на девяносто я её покину, но очень хочется сделать это красиво». 9 июля 2006 года, после победы Италии над Францией, Тотти стал чемпионом мира. В финальном матче он провёл 61 минуту, после чего его заменил одноклубник из «Ромы», Даниеле Де Росси. По мнению Сандро Маццолы, Тотти, хотя и провёл хороший турнир и вошёл в символическую сборную мундиаля, полностью не продемонстрировал своего уровня игры. Сам игрок сообщил:
Как после таких эмоций расстаться со сборной? С одной стороны, уйти чемпионом мира — очень красиво. С другой стороны, на таком фоне хочется играть ещё и ещё. Поэтому на сегодня шансы на то, что я уйду, пятьдесят на пятьдесят. Нашей команде я бы поставил по десятибалльной системе «десятку», а вот лично наиграл на «семёрку». Но большего сделать не мог из-за последствий серьёзной травмы, полученной ещё зимой. Мое мнение о Зидане? Он один из лучших игроков мира, что ещё раз доказал, исполнив пенальти именно таким образом.
После чемпионата мира Тотти попросил нового наставника «Скуадры Адзурры», Роберто Донадони, временно не призывать его в состав сборной, чтобы он смог набрать форму после травмы и тяжёлого чемпионата мира. 20 июля 2007 года Тотти официально объявил, что не будет больше выступать за национальную команду. Он сказал: «Моя основная проблема — это физика. Из-за проблем с лодыжкой и спиной я не смогу одновременно играть за „Рому“ и за сборную. Сборная потребует увеличения усилий, которые моя лодыжка просто не сможет выдержать. „Рома“ в этом отношении имеет абсолютный приоритет». Когда Тотти спросили, что будет, если его пригласят в состав сборной на финальный турнир чемпионата Европы 2008, он сказал: «Я знаю командные правила, и из уважения к ним я никогда бы не смог возвратиться в состав Скуадры Адзурры».
Осенью 2009 года, за несколько матчей до окончания отборочного турнира к чемпионата мира, Тотти изъявил желание вернуться в состав сборной Италии: «Решение я приму в апреле. Если Липпи вызовет меня в расположение сборной, я буду в хорошей форме и буду нужен команде, тогда я поеду в ЮАР. Думаю, молодые футболисты будут рады видеть меня в составе команды». В 2010 году новый главный тренер команды, Чезаре Пранделли, предложил Франческо провести прощальный матч в сборной. Матч проведён не был.

## Карьера спортивного функционера
17 июля 2017 года Тотти назначен директором «Ромы». К новой работе он приступил в августе того же года. Первоначально Франческо хотел одновременно учиться на тренера, но затем отказался от этой идеи. В феврале 2018 года он сказал, что пока не видит себя в роли тренера. В мае того же года в честь Тотти установили статую, назвав её «Вечный». 27 сентября вышла автобиография футболиста, часть денег от продажи которой пошла на помощь детской больнице в Риме. 17 июня 2019 года, Тотти оставил эту должность, в результате покинув клуб, в котором в разных ипостасях проработал почти 30 лет.
Договоренности не были соблюдены, и я решил уйти. Все знают, кто хотел, чтобы я закончил карьеру. У меня был контракт директора на шесть лет, но в итоге я занимался совсем не тем, чем хотел. Мне многое обещали, но слово не сдержали. Есть люди, которые хотели выжить римлян из «Ромы». Они добились этого. На протяжении восьми лет американцы пытались отодвинуть нас в сторону. Они хотели этого, и у них получилось. С Бальдини у меня никогда не было и не будет никаких отношений. Это не шло на пользу клубу, один из нас должен был уйти. Никого не интересовало мое мнение. Все решения принимались в Лондоне. Я просто терял время. Я точно не буду безработным. Меня зовут и итальянские клубы. «Юве» или «Наполи»? Не сходите с ума. Я так не поступлю. Я слишком люблю «Рому».
Официально «Рома» заявила, что разочарована уходом Тотти, и что «у него причудливое и далекое от реальности восприятие фактов и решений, принятых в клубе».
В начале 2020 года Тотти создал в Риме два скаутинговых агентства для поиска молодых и перспективных футболистов.

## Стиль игры
Тотти провёл большую часть на месте атакующего полузащитника или оттянутого форварда, располагаясь на позиции, называемой в Италии «треквартиста», являясь конструктором атак команды. Находясь на этом месте на поле, Франческо забивал много голов и часто ассистировал партнёрам по команде. Также Тотти свободен от оборонительных действий команды, занимаясь исключительно атакой.
В отсутствие штатных нападающих Тотти готов выдвинуться на место центрфорварда, благодаря чему его результативность увеличивалась. Однако сам футболист всё же предпочитал играть на традиционной для него позиции.
Основными особенностями игры Тотти являлось отличное видение поля, мягкая техника обращения с мячом, наподобие бразильской, и мощный и точный удар.
Одним из любимых футбольных приёмов Франческо является «Черпак» (итал. cucchiaio), когда футболист наносит удар, подсекая его таким образом, что мяч перелетает через голкипера и, резко потеряв в скорости, «падает» в ворота.
По мнению Лучано Спаллетти, Тотти «для того, чтобы продемонстрировать всё своё мастерство, нужна команда. Он делает идеально передачи в касание, длинные передачи, одним касанием обрабатывает, вторым — бьёт». Однако он не умеет обыгрывать всю команду, пробегая по полполя.
Однако футбольные качества Франческо часто страдали от его сложного характера, в частности, футболист мог покинуть тренировку, если она ему не нравилась. Футбольным тренерам приходилось подстраиваться под игрока:
Спаллетти мне рассказал, что Тотти может запросто уйти с тренировки или теоретического занятия, если ему что-то не нравится. Тогда я спросил Спаллетти — где грань, которую нельзя переходить? На что тренер «Ромы» ответил: «Тотти — очень сложный футболист, но он управляемый. К нему можно подобрать ключи. Тренировку нужно планировать не только, чтобы просто выполнить какие-то задачи, а чтобы ещё она была интересной для Тотти. Это, конечно, сложно. Но ради такого человека, как он, можно пожертвовать определёнными вещами».

## Личная жизнь

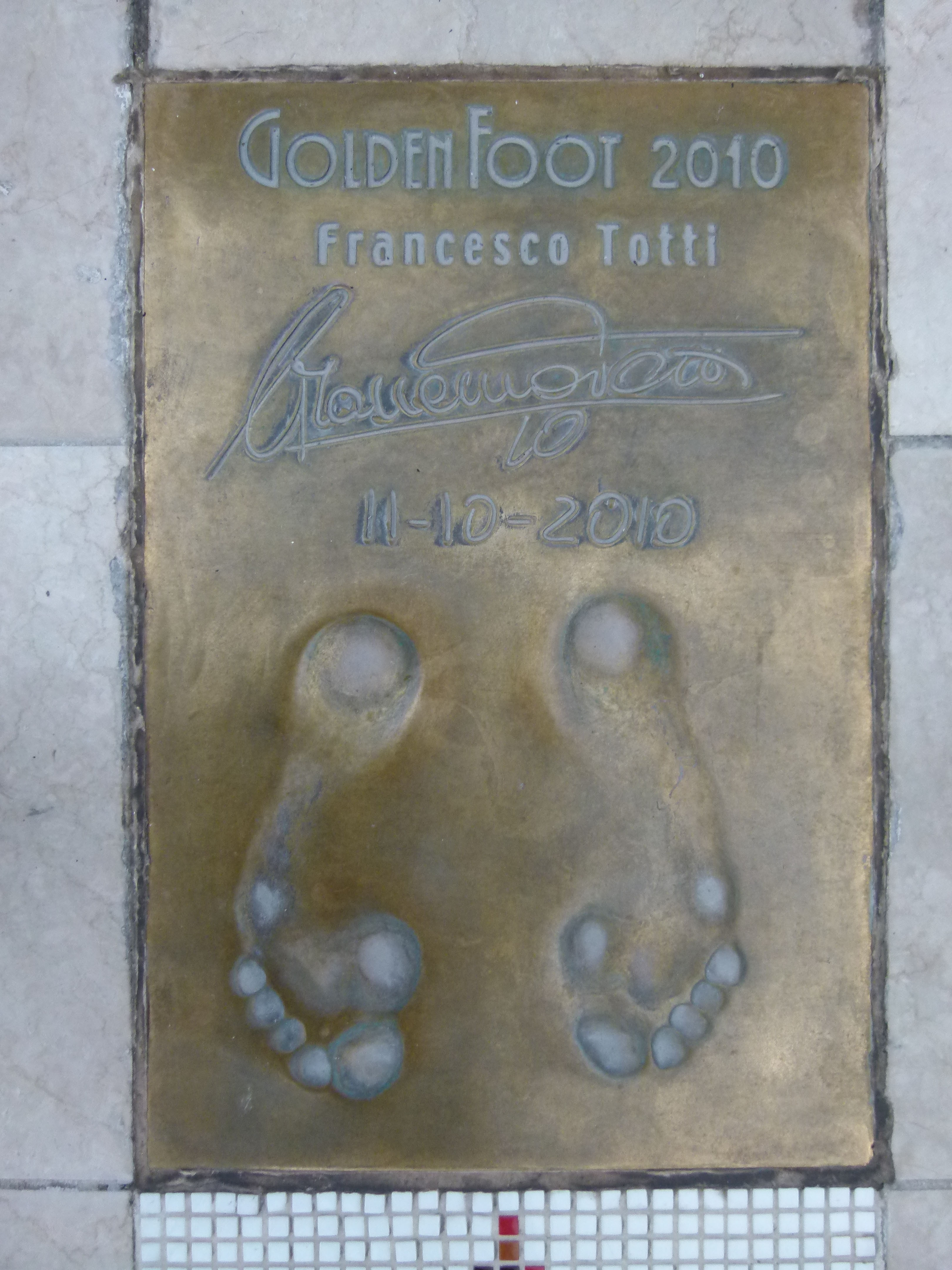
Слепок ног Тотти по случаю завоевания им награды Golden Foot

С начала 2000-х Тотти являлся одним из самых популярных людей в Италии. Перипетии его личной жизни часто фигурировали в итальянской прессе, в частности, авария, в которую футболист попал вместе со своей тогдашней невестой, моделью Марией Мацца, или лишение водительских прав за серьёзное превышение скорости. Помимо Мацци, Тотти встречался с моделью и актрисой Мануэлой Аркури, эро-моделью Флавией Венто, Самантой Де Гренет, бывшей на тот момент невестой другого игрока, Филиппо Индзаги, и актрисой Антонеллой Мозетти.
19 июня 2005 года Тотти женился на итальянской телеведущей и модели Илари Блази. Накануне свадьбы Флавия Венто сказала, что Тотти провёл с ней время в ресторане, а затем они вдвоём отправились в дом Венто; Илари ответила, что не верит в это, и свадьбу не отменила. Процедура бракосочетания показывалась в прямом эфире телеканалом Sky Italia, за трансляцией наблюдало 1,3 млн телезрителей. Все деньги, заплаченные телекомпанией за трансляцию церемонии (240 тыс. евро), были полностью переданы в бесплатный приют для домашних животных в Порта-Портезе для приобретения автомобилей скорой помощи.
Говорил Тотти, что жена, наверное, ему изменяет, потому что он не может быть настолько идеален. У него красивое лицо, и не буду вдаваться в подробности о других местах. У него даже никогда не пахло изо рта — всё было настолько хорошо! Должно же что-то в нём быть не так, верно? Но нет, даже в браке он счастлив.
Каждый гол Тотти сопровождает сосанием большого пальца, что сделано в честь жены, имеющей такую привычку, после этого, он указательным пальцем показывает вверх, благодаря Бога (до знакомства с супругой Франческо праздновал гол, прыгая на одной ноге и демонстрируя другую, которой он поразил ворота).
С Блази Тотти начал встречаться в 2002 году, они познакомились на дискотеке. Там Франческо рассказал, что он играет за «Рому». Первоначально Илари хотела уйти от продолжения общения с Тотти, так как была болельщицей «Лацио», но не сделала этого, согласившись пойти на ужин в ресторан, где их роман начался. В том же году Франческо забил мяч в ворота «Лацио» и показал футболку, спрятанную под майкой клуба. На ней было написано посвящение Илари — 6 UNICA! (с итальянского sei unica — «ты уникальна»).
У пары трое детей: сын Кристиан (родился 6 ноября 2005 года), дочь Шанель (родилась 13 мая 2007 года) и дочь Изабель (родилась 10 марта 2016 года). Пара неоднократно говорила о том, что они хотели бы иметь 5 детей. Во время беременности Блази, Тотти, забив гол в ворота «Лацио», засунул мяч под футболку, лёг на спину и с помощью партнёров по команде вытащил его, изобразив сцену рождения ребёнка. Позже он повторил этот ритуал, когда Блази забеременела во второй раз. По мнению Франческо, Бог помог ему и его семье обрести это счастье.
Супруги имеют свою линию одежды под названием NeverWithoutYou. Владеют мотоциклетной командой «Тотти Топ Спорт» и футбольной школой «Номер Десять».
Другим очень близким человеком для Тотти является его брат Рикардо, ставший агентом футболиста. Ческо любит играть с братом на PlayStation или в бильярд. Также Тотти любит проводить время за просмотром кинокомедий, которыми увлекался с детства. При этом он отдаёт первенство итальянскому кинематографу. Из еды футболист предпочитает пасту, лазанью и ньокки.
В апреле 2020 года Тотти заявил, что едва не развёлся с супругой из-за того, что та завела кошку, чего Франческо совсем не хотел. В июле 2022 года пара рассталась.
12 октября 2020 года в возрасте 76 лет от COVID-19 умер отец Тотти. Франческо написал ему прощальное письмо в Instagram.

## Нефутбольная деятельность

### Благотворительность
Тотти является послом ЮНИСЕФ. Он неоднократно участвовал в разнообразных благотворительных акциях. В апреле 2007 года Тотти выставил на аукцион свою футболку. Все сборы от продажи товара, 9300 евро, пошли в один из онкологических центров Киева. 12 мая 2008 года Тотти участвовал в благотворительном матче Partita del Cuore («Партия Сердца»), где выступали игроки сборной, артисты и другие известные люди. Все деньги со сборов пошли в фонд строительства Campus Produttivo della Legalità e della Solidarietà («Кампус производства законности и солидарности»).
29 мая 2009 года Тотти участвовал в благотворительном турнире по покеру Stars for charity: poker per l’Abruzzo («Звёзды для благотворительности: покер для Абруццо») в пользу пострадавших от землетрясения в Абруццо.
Другой благотворительной деятельностью Франческо была литература: футболист выпустил три книги, две из которых состояли из шуток о Тотти, а третья называлась «Как делать черпак. Мой футбол». Большая часть денег с продажи книг пошла на нужды благотворительности. В декабре 2007 года он написал четвёртую книгу, сопровождённую DVD, под названием «Моя жизнь, мои голы» (итал. La mia vita, i miei gol), в которой он рассказал о всей своей футбольной жизни и самых ярких моментах карьеры. Все доходы от четвёртой книги также пошли на нужды благотворительных организаций. 16 января 2008 года вышла книжка комиксов «Торолино», в которой есть герой по имени Франк Папертотти, вдохновлённый образом Франческо. Деньги за использование образа Тотти пошли на нужды благотворительности.
Тотти был участником проекта «Футбол для брошенных детей», в рамках которого он взял шефство над одиннадцатью ребятами из Найроби и устроил их заниматься в его футбольной школе «Номер Десять».

### Рекламные кампании
Благодаря тому, что Тотти являлся одним из самых популярных спортсменов Италии, он не испытывал недостатка в рекламных контрактах. Ещё в возрасте 22-х лет футболист стал «лицом» рекламной кампании фирмы Nike. С этого момента стали регулярно появляться ролики с Тотти. Франческо принял участие во всех рекламных кампаниях Nike, от Nike Freestyle до NikeOl. Благодаря этому, в 2000 году Nike была напечатана серия комиксов про Тотти. Там он рекламировал турнир Nike Scorpion, проходивший в том году в Риме. Позже комикс был анимирован и показан по римскому телевидению и в Интернете. Рекламная кампания получила приз Galà della pubblicità, вручаемый за лучшую рекламу года. После Nike, с 2005 по 2008 год Тотти являлся «лицом» другой компании по производству спортивной одежды — Diadora. Позже Франческо вернулся к сотрудничеству с Nike, и в 2018 году вышла ограниченная серия бутс Nike Tiempo Totti X Roma.
Помимо спортивного инвентаря, Тотти участвовал и в других рекламных кампаниях, не являющихся непосредственно связанными со спортом. В 2002 году он снялся в рекламе ФИАТа. Вместе со многими известными футболистами Тотти стал частью команды Pepsi. В Италии он рекламировал Pepsi Twist в рекламных роликах. В 2004 году Тотти стал одним из лиц обложки игры Pro Evolution Soccer 4. В мае 2006 года вместе с женой и игроком «Милана» Дженнаро Гаттузо был участником рекламы Vodafone.
Образ Франческо был настолько популярен, что в сентябре 2008 года вышла коллекция статуэток Francesco Totti, il Capitano (Франческо Тотти. Капитан).

### Телевидение и кино
Тотти несколько раз появлялся в кино. В 2007 году снялся в фильме L'allenatore nel pallone 2 (вышел 11 января 2008 года) в роли адвоката. А спустя год появился во второй серии сериала I Cesaroni. Также Тотти принял участие в нескольких реалити-шоу.
В 2006 году вместе с женой футболист озвучил персонажей одной из серий «Симпсонов» (Marge and Homer Turn a Couple Play). Он озвучивал Бака Митчелла, игрока в бейсбол, который обратился к Симпсонам, чтобы решить свои проблемы с женой Табитой (озвучена Илари Блази).
19 октября 2020 года вышел документальный фильм «Меня зовут Франческо Тотти» (итал. Mi chiamo Francesco Totti) режиссёра Алекса Инфашелли.

## Статистика выступлений

### Клубная карьера
| Клуб             | Сезон            | Лига | Лига | Кубок | Кубок | Суперкубок | Суперкубок | Еврокубки | Еврокубки | Итого | Итого |
| Клуб             | Сезон            | Игры | Голы | Игры  | Голы  | Игры       | Голы       | Игры      | Голы      | Игры  | Голы  |
| ---------------- | ---------------- | ---- | ---- | ----- | ----- | ---------- | ---------- | --------- | --------- | ----- | ----- |
| Рома             | 1992/93          | 2    | 0    | 0     | 0     | −          | −          | −         | −         | 2     | 0     |
| Рома             | 1993/94          | 8    | 0    | 2     | 0     | −          | −          | −         | −         | 10    | 0     |
| Рома             | 1994/95          | 21   | 4    | 4     | 3     | −          | −          | −         | −         | 25    | 7     |
| Рома             | 1995/96          | 28   | 2    | 1     | 0     | −          | −          | 7         | 2         | 36    | 4     |
| Рома             | 1996/97          | 26   | 5    | 1     | 0     | −          | −          | 3         | 0         | 30    | 5     |
| Рома             | 1997/98          | 30   | 13   | 6     | 1     | −          | −          | −         | −         | 36    | 14    |
| Рома             | 1998/99          | 31   | 12   | 3     | 1     | −          | −          | 8         | 3         | 42    | 16    |
| Рома             | 1999/00          | 27   | 7    | 2     | 0     | −          | −          | 5         | 1         | 34    | 8     |
| Рома             | 2000/01          | 30   | 13   | 2     | 1     | −          | −          | 3         | 2         | 35    | 16    |
| Рома             | 2001/02          | 24   | 8    | 0     | 0     | 1          | 1          | 11        | 3         | 36    | 12    |
| Рома             | 2002/03          | 24   | 14   | 5     | 3     | −          | −          | 6         | 3         | 35    | 20    |
| Рома             | 2003/04          | 31   | 20   | 0     | 0     | −          | −          | 1         | 0         | 32    | 20    |
| Рома             | 2004/05          | 29   | 12   | 7     | 3     | −          | −          | 4         | 0         | 40    | 15    |
| Рома             | 2005/06          | 24   | 15   | 2     | 0     | −          | −          | 3         | 2         | 29    | 17    |
| Рома             | 2006/07          | 35   | 26   | 5     | 2     | 1          | 0          | 9         | 4         | 50    | 32    |
| Рома             | 2007/08          | 25   | 14   | 3     | 3     | 1          | 0          | 6         | 1         | 35    | 18    |
| Рома             | 2008/09          | 24   | 13   | 0     | 0     | 1          | 0          | 7         | 2         | 32    | 15    |
| Рома             | 2009/10          | 23   | 14   | 2     | 0     | −          | −          | 6         | 11        | 31    | 25    |
| Рома             | 2010/11          | 32   | 15   | 0     | 0     | 1          | 0          | 7         | 2         | 40    | 17    |
| Рома             | 2011/12          | 27   | 8    | 2     | 0     | −          | −          | 2         | 0         | 31    | 8     |
| Рома             | 2012/13          | 34   | 12   | 3     | 0     | −          | −          | −         | −         | 37    | 12    |
| Рома             | 2013/14          | 26   | 8    | 3     | 0     | −          | −          | −         | −         | 29    | 8     |
| Рома             | 2014/15          | 27   | 8    | 2     | 0     | −          | −          | 7         | 2         | 36    | 10    |
| Рома             | 2015/16          | 13   | 5    | 0     | 0     | −          | −          | 2         | 0         | 15    | 5     |
| Рома             | 2016/17          | 18   | 2    | 4     | 1     | −          | −          | 6         | 0         | 28    | 3     |
| Всего за карьеру | Всего за карьеру | 619  | 250  | 59    | 18    | 5          | 1          | 103       | 38        | 786   | 307   |

### Выступления за сборную
| Сборная          | Год              | Отборочные матчи ЧМ | Отборочные матчи ЧМ | Финальные матчи ЧМ | Финальные матчи ЧМ | Отборочные матчи ЧЕ | Отборочные матчи ЧЕ | Финальные матчи ЧЕ | Финальные матчи ЧЕ | Товарищеские матчи | Товарищеские матчи | Итого | Итого |
| Сборная          | Год              | Игры                | Голы                | Игры               | Голы               | Игры                | Голы                | Игры               | Голы               | Игры               | Голы               | Игры  | Голы  |
| ---------------- | ---------------- | ------------------- | ------------------- | ------------------ | ------------------ | ------------------- | ------------------- | ------------------ | ------------------ | ------------------ | ------------------ | ----- | ----- |
| Италия           | 1998             | −                   | −                   | −                  | −                  | 1                   | 0                   | −                  | −                  | 2                  | 0                  | 3     | 0     |
| Италия           | 1999             | −                   | −                   | −                  | −                  | 3                   | 0                   | −                  | −                  | 3                  | 0                  | 6     | 0     |
| Италия           | 2000             | 3                   | 1                   | −                  | −                  | −                   | −                   | 5                  | 2                  | 4                  | 1                  | 12    | 4     |
| Италия           | 2001             | 4                   | 1                   | −                  | −                  | −                   | −                   | −                  | −                  | 2                  | 0                  | 6     | 1     |
| Италия           | 2002             | −                   | −                   | 4                  | 0                  | −                   | −                   | −                  | −                  | 2                  | 0                  | 6     | 0     |
| Италия           | 2003             | −                   | −                   | −                  | −                  | 3                   | 1                   | −                  | −                  | 2                  | 0                  | 5     | 1     |
| Италия           | 2004             | 2                   | 2                   | −                  | −                  | −                   | −                   | 1                  | 0                  | 3                  | 0                  | 6     | 2     |
| Италия           | 2005             | 4                   | 0                   | −                  | −                  | −                   | −                   | −                  | −                  | 1                  | 0                  | 5     | 0     |
| Италия           | 2006             | −                   | −                   | 7                  | 1                  | −                   | −                   | −                  | −                  | 2                  | 0                  | 9     | 1     |
| Всего за карьеру | Всего за карьеру | 13                  | 4                   | 11                 | 1                  | 7                   | 1                   | 6                  | 2                  | 21                 | 1                  | 58    | 9     |

### Матчи и голы за сборную
| Матчи и голы Тотти за сборную Италии | Матчи и голы Тотти за сборную Италии | Матчи и голы Тотти за сборную Италии | Матчи и голы Тотти за сборную Италии | Матчи и голы Тотти за сборную Италии | Матчи и голы Тотти за сборную Италии |
| Дата                                 | Место проведения                     | Соперник                             | Счёт                                 | Голы                                 | Турнир                               |
| ------------------------------------ | ------------------------------------ | ------------------------------------ | ------------------------------------ | ------------------------------------ | ------------------------------------ |
| 10 октября 1998                      | Удине                                | Швейцария                            | 2:0                                  | -                                    | Квалификация ЧЕ 2000                 |
| 18 ноября 1998                       | Салерно                              | Испания                              | 2:2                                  | -                                    | Товарищеский матч                    |
| 16 декабря 1998                      | Рим                                  | Мир                                  | 6:2                                  | -                                    | Неофициальный товарищеский матч      |
| 10 февраля 1999                      | Пиза                                 | Норвегия                             | 0:0                                  | -                                    | Товарищеский матч                    |
| 27 марта 1999                        | Копенгаген                           | Дания                                | 2:1                                  | -                                    | Квалификация ЧЕ 2000                 |
| 31 марта 1999                        | Анкона                               | Беларусь                             | 1:1                                  | -                                    | Квалификация ЧЕ 2000                 |
| 28 апреля 1999                       | Загреб                               | Хорватия                             | 0:0                                  | -                                    | Товарищеский матч                    |
| 8 сентября 1999                      | Неаполь                              | Дания                                | 2:3                                  | -                                    | Квалификация ЧЕ 2000                 |
| 13 ноября 1999                       | Лечче                                | Бельгия                              | 1:3                                  | -                                    | Товарищеский матч                    |
| 23 февраля 2000                      | Палермо                              | Швеция                               | 1:0                                  | -                                    | Товарищеский матч                    |
| 29 марта 2000                        | Барселона                            | Испания                              | 0:2                                  | -                                    | Товарищеский матч                    |
| 26 апреля 2000                       | Реджо-ди-Калабрия                    | Португалия                           | 2:0                                  | 1                                    | Товарищеский матч                    |
| 3 июня 2000                          | Осло                                 | Норвегия                             | 0:1                                  | -                                    | Товарищеский матч                    |
| 11 июня 2000                         | Арнем                                | Турция                               | 2:1                                  | -                                    | ЧЕ 2000                              |
| 14 июня 2000                         | Брюссель                             | Бельгия                              | 2:0                                  | 1                                    | ЧЕ 2000                              |
| 24 июня 2000                         | Брюссель                             | Румыния                              | 2:0                                  | 1                                    | ЧЕ 2000                              |
| 29 июня 2000                         | Амстердам                            | Нидерланды                           | 0:0 3:1 (по пен.)                    | -                                    | ЧЕ 2000                              |
| 2 июля 2000                          | Роттердам                            | Франция                              | 1:2 (в д. в.)                        | -                                    | ЧЕ 2000                              |
| 3 сентября 2000                      | Будапешт                             | Венгрия                              | 2:2                                  | -                                    | Квалификация ЧМ 2002                 |
| 7 октября 2000                       | Милан                                | Румыния                              | 3:0                                  | 1                                    | Квалификация ЧМ 2002                 |
| 11 октября 2000                      | Анкона                               | Грузия                               | 2:0                                  | -                                    | Квалификация ЧМ 2002                 |
| 28 февраля 2001                      | Рим                                  | Аргентина                            | 1:2                                  | -                                    | Товарищеский матч                    |
| 28 марта 2001                        | Триест                               | Литва                                | 4:0                                  | -                                    | Квалификация ЧМ 2002                 |
| 2 июня 2001                          | Тбилиси                              | Грузия                               | 2:1                                  | 1                                    | Квалификация ЧМ 2002                 |
| 1 сентября 2001                      | Каунас                               | Литва                                | 0:0                                  | -                                    | Квалификация ЧМ 2002                 |
| 6 октября 2001                       | Парма                                | Венгрия                              | 1:0                                  | -                                    | Квалификация ЧМ 2002                 |
| 7 ноября 2001                        | Сайтама                              | Япония                               | 1:1                                  | -                                    | Товарищеский матч                    |
| 13 февраля 2002                      | Катания                              | США                                  | 1:0                                  | -                                    | Товарищеский матч                    |
| 23 марта 2002                        | Лидс                                 | Англия                               | 2:1                                  | -                                    | Товарищеский матч                    |
| 3 июня 2002                          | Саппоро                              | Эквадор                              | 2:0                                  | -                                    | ЧМ 2002                              |
| 8 июня 2002                          | Касима                               | Хорватия                             | 1:2                                  | -                                    | ЧМ 2002                              |
| 13 июня 2002                         | Оита                                 | Мексика                              | 1:1                                  | -                                    | ЧМ 2002                              |
| 18 июня 2002                         | Тэджон                               | Республика Корея                     | 1:2 (золотой гол)                    | -                                    | ЧМ 2002                              |
| 29 марта 2003                        | Палермо                              | Финляндия                            | 2:0                                  | -                                    | Квалификация ЧЕ 2004                 |
| 11 июня 2003                         | Хельсинки                            | Финляндия                            | 2:0                                  | 1                                    | Квалификация ЧЕ 2004                 |
| 20 августа 2003                      | Штутгарт                             | Германия                             | 1:0                                  | -                                    | Товарищеский матч                    |
| 11 октября 2003                      | Реджо-ди-Калабрия                    | Азербайджан                          | 4:0                                  | -                                    | Квалификация ЧЕ 2004                 |
| 16 ноября 2003                       | Анкона                               | Румыния                              | 1:0                                  | -                                    | Товарищеский матч                    |
| 18 февраля 2004                      | Палермо                              | Чехия                                | 2:2                                  | -                                    | Товарищеский матч                    |
| 31 марта 2004                        | Брага                                | Португалия                           | 2:1                                  | -                                    | Товарищеский матч                    |
| 30 мая 2004                          | Тунис                                | Тунис                                | 4:0                                  | -                                    | Товарищеский матч                    |
| 14 июня 2004                         | Гимарайнш                            | Дания                                | 0:0                                  | -                                    | ЧЕ 2004                              |
| 9 октября 2004                       | Целе                                 | Словения                             | 0:1                                  | -                                    | Квалификация ЧМ 2006                 |
| 13 октября 2004                      | Парма                                | Беларусь                             | 4:3                                  | 2                                    | Квалификация ЧМ 2006                 |
| 9 февраля 2005                       | Кальяри                              | Россия                               | 2:0                                  | -                                    | Товарищеский матч                    |
| 26 марта 2005                        | Милан                                | Шотландия                            | 2:0                                  | -                                    | Квалификация ЧМ 2006                 |
| 3 сентября 2005                      | Глазго                               | Шотландия                            | 1:1                                  | -                                    | Квалификация ЧМ 2006                 |
| 7 сентября 2005                      | Минск                                | Беларусь                             | 4:1                                  | -                                    | Квалификация ЧМ 2006                 |
| 8 октября 2005                       | Палермо                              | Словения                             | 1:0                                  | -                                    | Квалификация ЧМ 2006                 |
| 9 февраля 2006                       | Женева                               | Швейцария                            | 1:1                                  | -                                    | Товарищеский матч                    |
| 2 июня 2006                          | Лозанна                              | Украина                              | 0:0                                  | -                                    | Товарищеский матч                    |
| 12 июня 2006                         | Ганновер                             | Гана                                 | 2:0                                  | -                                    | ЧМ 2006                              |
| 17 июня 2006                         | Кайзерслаутерн                       | США                                  | 1:1                                  | -                                    | ЧМ 2006                              |
| 22 июня 2006                         | Гамбург                              | Чехия                                | 2:0                                  | -                                    | ЧМ 2006                              |
| 26 июня 2006                         | Кайзерслаутерн                       | Австралия                            | 1:0                                  | 1                                    | ЧМ 2006                              |
| 30 июня 2006                         | Гамбург                              | Украина                              | 3:0                                  | -                                    | ЧМ 2006                              |
| 4 июля 2006                          | Дортмунд                             | Германия                             | 2:0 (в д. в.)                        | -                                    | ЧМ 2006                              |
| 9 июля 2006                          | Берлин                               | Франция                              | 1:1 5:3 (по пен.)                    | -                                    | ЧМ 2006                              |

Итого: 58 матчей / 9 голов; 33 победы, 16 ничьих, 9 поражений.

## Достижения

### Командные
- Чемпионат Италии
  - Чемпион: 2000/01

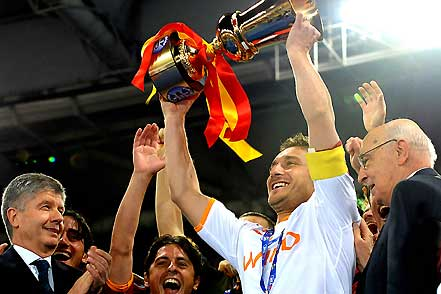
Франческо Тотти с Кубком Италии, 2008 год

  - Вице-чемпион (9): 2001/02, 2003/04, 2005/06, 2006/07, 2007/08, 2009/10, 2013/14, 2014/15, 2016/17
- Кубок Италии
  - Обладатель (2): 2006/07, 2007/08
  - Финалист (5): 2002/03, 2004/05, 2005/06, 2009/10, 2012/13
- Суперкубок Италии
  - Обладатель (2): 2001, 2007
  - Финалист (3): 2006, 2008, 2010

### Сборная Италии
- Чемпион мира: 2006
- Вице-чемпион Европы: 2000
- Чемпион Европы среди молодёжи: 1996
- Вице-чемпион Европы среди юношей до 18 лет: 1995
- Вице-чемпион Европы среди юношей до 16 лет: 1993

### Личные
- Футболист года в Италии по версии Guerin Sportivo (3): 1998, 2003 (совместно с Павлом Недведом), 2004
- Лучший молодой футболист года в Италии: 1999
- Лучший игрок финала чемпионата Европы: 2000
- Член символической сборной чемпионата Европы: 2000
- Входит в состав символической сборной Европы по версии ESM (3) 2000/01, 2003/04, 2006/07
- Футболист года в Италии (Игрок сезона Серии А) (2): 2000, 2003 (совместно с Павлом Недведом)
- Итальянский футболист года (5): 2000, 2001, 2003, 2004, 2007
- Лучший гол года в Серии А (2): 2005, 2006
- Член символической сборной чемпионата мира: 2006
- Лучший ассистент чемпионата мира: 2006
- Лучший бомбардир чемпионата Италии: 2006/07
- Лучший ассистент чемпионата Италии (2): 1998/99, 2013/14
- Обладатель «Золотой бутсы»: 2007
- Обладатель премии Golden Foot: 2010[450]
- Входит в список ФИФА 100
- Премия Гаэтано Ширеа: 2014
- Международная премия Джачинто Факкетти: 2014
- Премия «Золотой тапир»: 2016[451]
- Обладатель Награды президента УЕФА: 2017
- Премия Globe Soccer Awards за выдающуюся карьеру: 2017
- Введен в зал славы футбольного клуба «Рома»
- Введён в Зал славы итальянского футбола

## Награды
- Командор ордена «За заслуги перед Итальянской Республикой» (2022)[452]
- Офицер ордена «За заслуги перед Итальянской Республикой» (2006)[453]
- Кавалер ордена «За заслуги перед Итальянской Республикой» (2000)[454]
- Зал славы итальянского футбола (2019)[455]